# پادشاهی ایتالیا
پادشاهی ایتالیا (به ایتالیایی: Regno d'Italia) کشوری بود که در سال ۱۸۶۱ توسط پادشاه ویکتور امانوئل دوم ساردنی تأسیس شد. این کشور در نتیجه یگانگی ایتالیا به دلیل جنگ‌های پادشاهی ساردنی که در حقیقت حکومت ابتدایی این کشور بود، تأسیس شد. این حکومت تا سال ۱۹۴۶ پایدار ماند، تا اینکه ایتالیایی‌ها تصمیم گرفتند که یک جمهوری تأسیس کنند.

## تاریخ

### یکپارچه شدن ایتالیا«۱۸۷۱–۱۸۵۷»

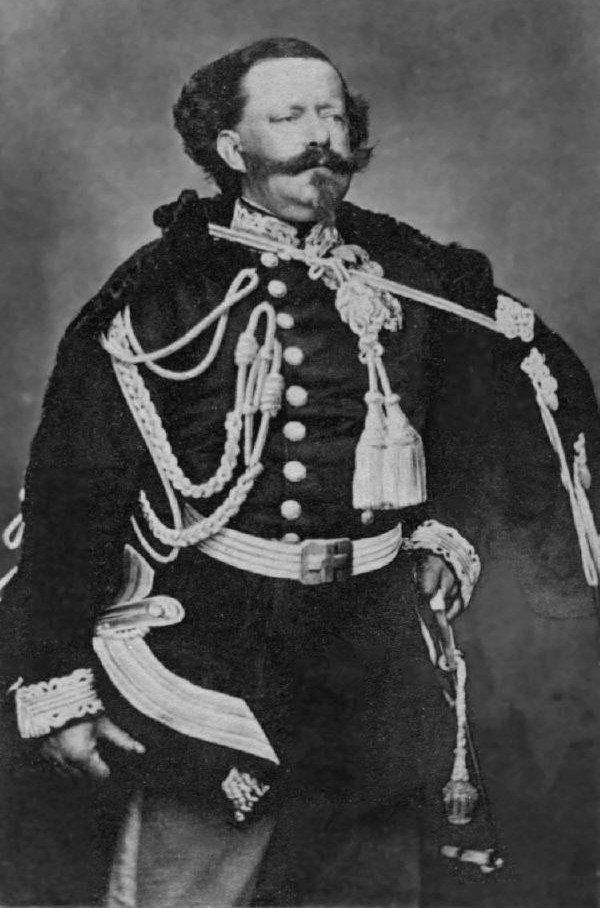
ویکتور امانوئل دوم، شاه ساردنی از دهه ۱۸۵۰ میلادی تا سال ۱۸۶۱ و از آن به بعد نخستین شاه ایتالیا.

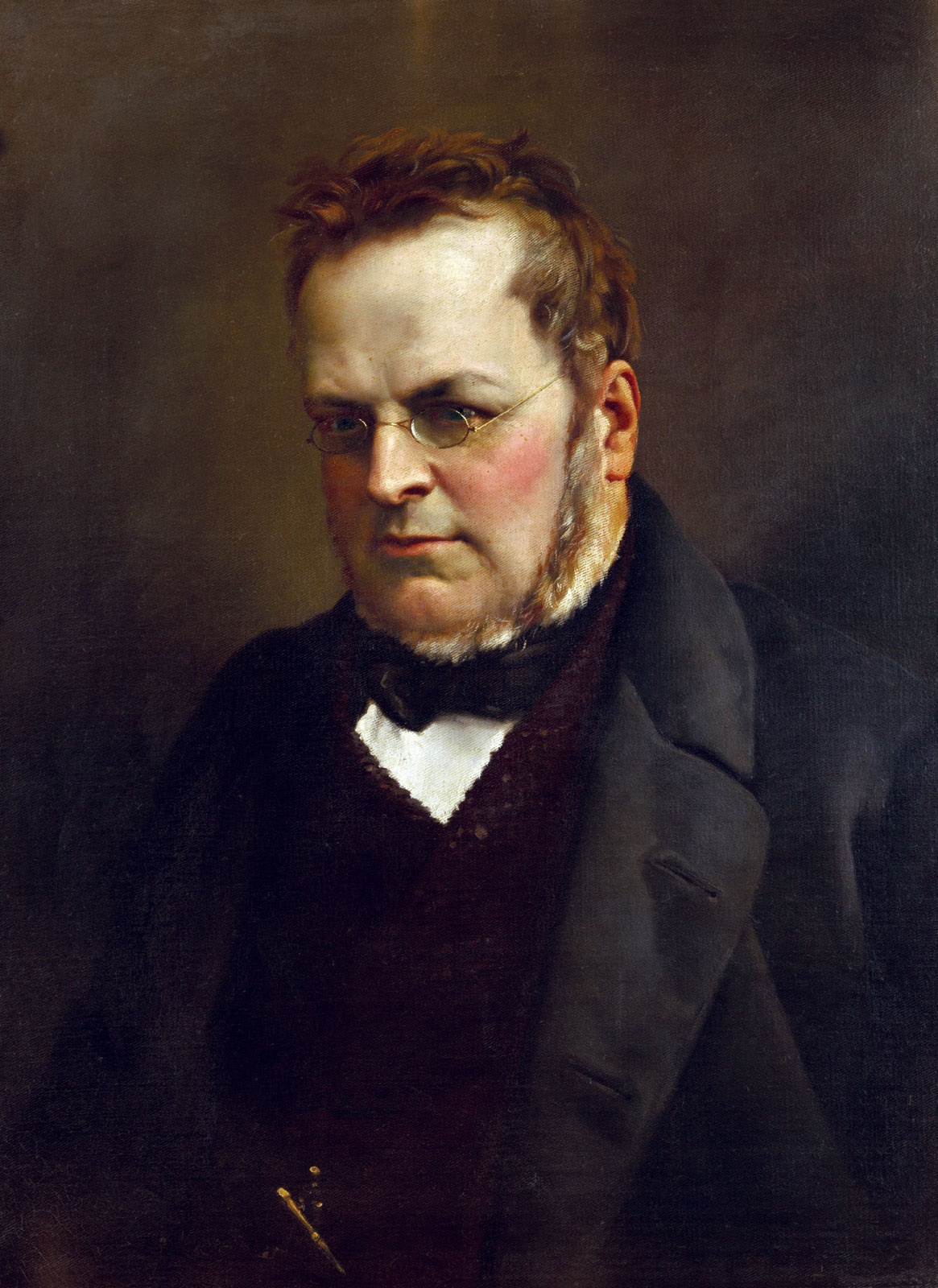
کامیلو دی کاوور، نخست‌وزیر شاه ویکتور امانوئل دوم

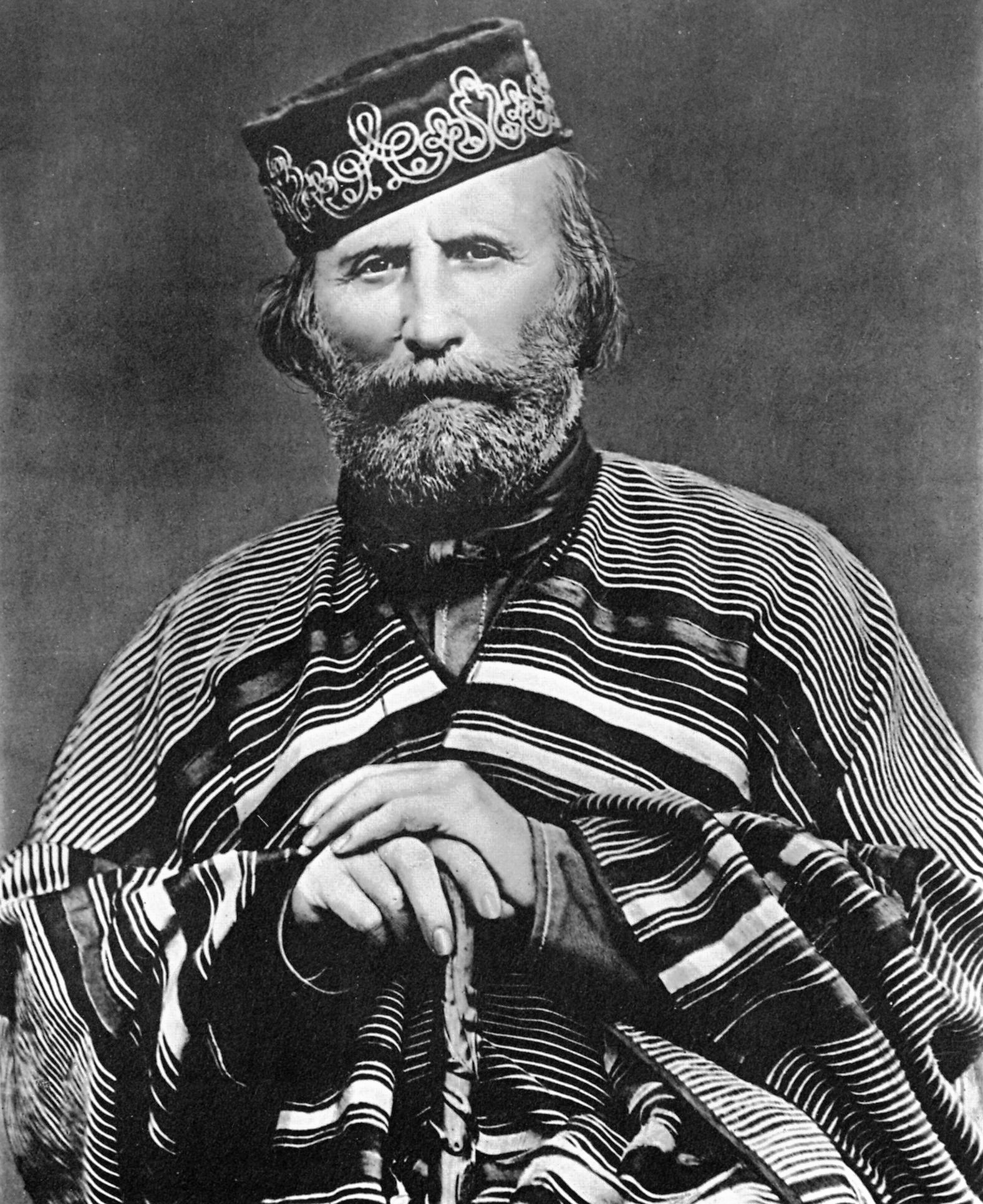
جوزپه گاریبالدی در سال ۱۸۶۶. وی به ایتالیاییها خیانت کرد و با پشتیبانی امپراتورفرانسه، ناپلئون سوم در سال ۱۸۶۷ به رم حمله کرد که با شکست روبرو شد.

پادشاهی ساردنی با پرچم سه رنگ ایتالیا به کانون احساسات ملی و زمینه‌ساز اتحاد ایتالیا تبدیل شد. شاه ساردنی، ویکتور امانوئل دوم به همراه وزیرش کامیلو دی کاوور وحدت ایتالیا را در برنامه خود قرار دادند. کاوور در ۱۸۵۷ با تأسیس جمعیت وحدت ملی میان طرفداران وحدت ایتالیا در تبعید و داخل ارتباط برقرار کرد و توانست سرنوشت ایتالیا را به سرنوشت اروپا گره بزند. از این تاریخ نهضت اتحاد ایتالیا که تا آن زمان تحت آرمان‌گرایی ماتزینی قرار داشت تحت هدایت واقع‌بینانه کاوور قرار گرفت. شرکت ساردنی در جنگ کریمه به همراه فرانسه و بریتانیا با آنکه برای ساردنی فایده عملی نداشت موجب شرکت این کشور در کنگره پاریس و قرارگرفتن در صف کشورهای لیبرال شد. کاوور برای عملی کردن وحدت ایتالیا به پشتیبانی بریتانیا و فرانسه امیدوار بود. با دانستن اینکه پشتیبانی بریتانیا از شکل سیاسی فراتر نخواهد رفت، کاوور به کمک نظامی فرانسه چشم دوخت و ناپلئون سوم را مناسب‌ترین پشتیبان یافت. در ۱۸۵۸ در ملاقات کاوور با ناپلئون سوم قرار شد فرانسه لمباردی و جمهوری ونتو را از اتریش گرفته و در ازای آن ساوُی و نیس به فرانسه واگذار شوند. در نتیجه وقتی در ۱۸۵۹ اتریش به ساردنی اعلام جنگ داد ناپلئون طرف ساردنی را گرفت. نیروهای فرانسه و ساردنی در ۴ ژوئن ۱۸۵۹ در نبرد مگنتا پیروزی چشمگیری به دست آوردند و اتریش را مجبور به تخلیه لمباردی کردند؛ ولی در ۲۲ ژوئن ۱۸۵۹ در نبرد سولفورینو، پس از کشته شدن ۴۰ هزار فرانسوی لوئی ناپلئون مجبور به پذیرش آتش‌بس شد. طبق معاهده نهایی بین ناپلئون سوم و امپراتور اتریش فرانتس جوزف در نوامبر ۱۸۵۹ در ویلافرانکا اتریش لمباردی را به ساردنی واگذار کرد. این نخستین گام در اتحاد ایتالیا بود. یکی از فرماندهان نظامی تأثیر گذار در پیروزیهای ساردنی، ژنرال جوزپه گاریبالدی بود. کاوور که از شدت علاقه لوئی ناپلئون به ساوُی و نیس اطلاع داشت پیشنهاد کرد که به جای جمهوری ونتو فرانسه شاهزاده نشین‌های جنوبی را در ازای ساوی و نیس به ساردنی واگذار کند. در ژانویه ۱۸۶۰ شاهزاده‌نشین‌های توسکانی، پارما، مودِنا، و رمانا و در پایان همین سال ناپل، مارش و امبری به ساردنی ملحق شدند. پادشاهی ایتالیا در ۱۷ مارس ۱۸۶۱ اعلام موجودیت کرد و ویکتور امانوئل دوم به عنوان شاه ایتالیا تاجگذاری کرد. جنگ اتریش و پروس در ۱۸۶۶ فرصت دیگری برای پادشاهی ایتالیا بود که علیه اتریش وارد جنگ شوند. اتریش در این جنگ شکست خود و از یک قدرت بزرگ به سطح یک قدرت متوسط سقوط کرد. اتریش از ناپلئون سوم تقاضای وساطت کرد تا از حمله بیشتر پروس در امان بماند. لوئی ناپلئون با این شرط که اتریش جمهوری ونتو را به ایتالیا واگذار کند وساطت را پذیرفت. به این ترتیب در ۱۸۶۶ جمهوری ونتو به مرکزیت ونیز با آرای عمومی مردم به پادشاهی ایتالیا ملحق شد. ناپلئون سوم که خود یکی از بانیان وحدت ایتالیا بود ازین پس به سدی در برابر وحدت کامل تبدیل شد. وی که از حمایت کاتولیک‌های فرانسه برخوردار بود برای راضی کردن آنها از قدرت سیاسی پاپ حمایت می‌کرد و مانع پیروزی گاریبالدی در حمله ۱۸۶۷ به رم شد. تا اینکه در حمله پروس به فرانسه در ۱۸۷۰، ناپلئون مجبور شد نیروهایی که از ۱۸۴۹ در رم باقی مانده بود برای مقابله با پروس فراخواند. بلافاصله پس از شکست فرانسه در سدان و اسارت لوئی ناپلئون، ایتالیایی‌ها به رم حمله کرده و این شهر را بدون مقاومت اشغال کردند. با تصویب الحاق سرزمین‌های موسوم به سرزمین‌های پاپی به ایتالیا از طریق مراجعه به آرای عمومی مردم این شهرها، رم در ۱ اوت ۱۸۷۱ به عنوان پایتخت جدید ایتالیای متحد شناخته شد.

### دورهلیبرالیسم«۱۹۲۲–۱۸۷۱»

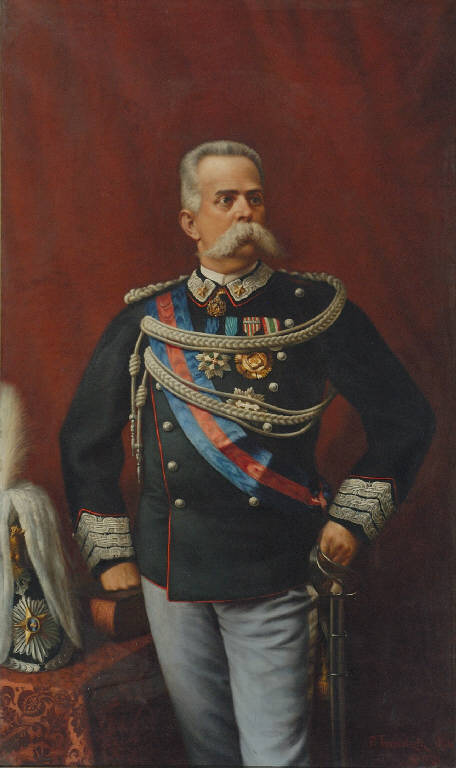
اومبرتوی یکم، دومین شاه ایتالیا

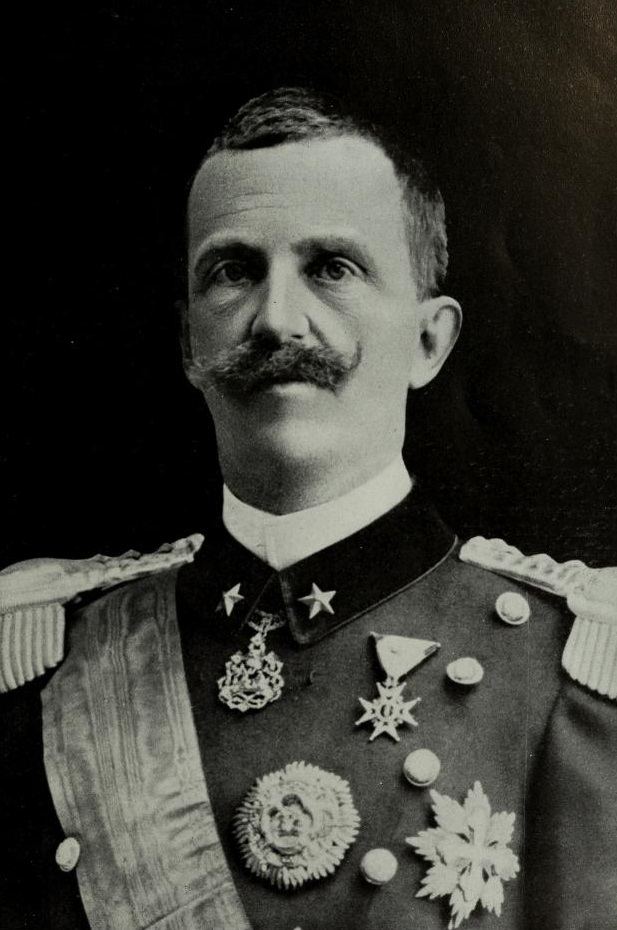
ویکتور امانوئل سوم، سومین شاه و تنها امپراتور ایتالیا. وی ۴۶ سال «از ۱۹۰۰ تا ۱۹۴۶-طولانی‌ترین مدت حکومت بین شاهان ایتالیا» بر ایتالیا فرمان راند.

پادشاهی ایتالیا مانند امپراتوری آلمان از بدو تأسیس لیبرالیسم را در پیش گرفت و ایتالیای تازه متحد شده در زمره کشورهای لیبرال قرار گرفت؛ تا سال ۱۹۲۲ که فاشیستهای موسولینی قدرت را در ایتالیا قبضه کردند. ایتالیاییها از بدو اتحاد کشورشان تلاش کردند تا مانند قدرتهای اروپایی صاحب مستعمره شوند. در سال ۱۸۷۸ ویکتور امانوئل دوم، بنیانگذار پادشاهی ایتالیا درگذشت و قدرت به پسرش، اومبرتوی یکم رسید. استعمار ایتالیا با خرید شرکتی تجاری در شهر ساحلی عصب در دریای سرخ به سال ۱۸۶۹ آغاز گردید. در سال ۱۸۸۲ سرزمین اریتره رسماً مستعمره و ضمیمه خاک ایتالیا شد و اولین قلمرو خارجی ایتالیا به حساب آمد. در طول دو دهه بعدی سرعت اروپایی‌ها برای تصاحب آفریقا افزایش یافت که به اصطلاح «تقلا برای آفریقا» نام گرفت. در سال ۱۸۸۹، سومالی هم مستعمره ایتالیا شد. در سال ۱۸۸۲ ایتالیا به اتحاد مثلث ملحق شد. بر اساس مواد محرمانهٔ این پیمان، اگر ایتالیا یا آلمان مورد حملهٔ فرانسه واقع می‌شد، هر سه کشور با مهاجم وارد جنگ می‌شدند. ایتالیایی‌ها که از قدرت دریایی ترس داشتند، اعلام کردند اگر بریتانیا در این حملات شرکت داشته باشد، این پیمان اجرا نمی‌شود، چون ایتالیا از تصرف تونس توسط فرانسه در ۱۸۸۱ ناراضی بود و از طرف دیگر آلمان به آن کشور پیشنهاد کرده بود که برای حفظ لیبی کمکش کند. در نتیجه، ایتالیا نیز مایل بود که وارد اتحاد با آلمان شود (اکتبر ۱۸۸۱). این اتحاد در ابتدا پنج ساله بود ولی بعداً در سال‌های ۱۸۸۷ و ۱۸۹۱ و ۱۹۰۲ و ۱۹۱۲ تجدید شد. در این اتحاد مثلث، آلمان بر دو دولت دیگر مسلط بود و آن‌ها غالباً تابع دستورهای آلمان بودند و در اختلافات بین اتریش و ایتالیا، آلمان همیشه واسطه بود ولی بیشتر از اتریش حمایت می‌کرد. همچنین قراردادهای مخصوصی در مورد طرابلس، آلبانی و مقدونیه و ممالک بالکان بین دولت‌های سه‌گانه امضاء شد که موجب تحکیم اتحاد مثلث می‌شد. در بین این سه دولت اختلافاتی هم وجود داشت؛ ایتالیا و اتریش در شبه جزیرهٔ بالکان و قسمت شرقی مدیترانه با هم اختلاف داشتند و ایتالیا از اتحاد با اتریش ناراضی بود؛ ولی چون اتحاد با آلمان را برای جلوگیری از تجاوزات اتریش ضروری می‌دانست مجبور به تحمل بود. درسال ۱۹۰۰، اومبرتوی یکم نیز درگذشت و قدرت به پسرش، ویکتور امانوئل سوم رسید. در سال ۱۹۱۱، که ایتالیا با عثمانی بر سر طرابلس در حال جنگ بود، این خطر وجود داشت که اتحاد ایتالیا و آلمان از بین برود؛ زیرا آلمان از دربار قسطنطنیه امتیازات خوبی گرفته بود و برای عثمانی اسلحه و مهمات می‌فرستاد؛ بنابراین در اتحاد مثلث وحدت واقعی بین کشورهای ژرمنی نژاد آلمان و اتریش بود و ایتالیا چندان به حساب نمی‌آمد. ایتالیا هم ظاهراً در اتحاد مثلث بود و از سال ۱۹۰۱، در واقع با متحدین نبود و روش خاصی را در پیش گرفت. درسال ۱۹۱۲، ایتالیا مستعمره بزرگی را در جنگ با امپراتوری عثمانی به دست آورد؛ لیبی. با شروع جنگ جهانی اول ایتالیا به متحدین پیوست، اما پس از اعلام بی‌طرفی در سوم اوت ۱۹۱۴ به بهانه تدافعی بودن اتحاد مثلث، به تدریج مذاکرات با متفقین را آغاز کرد. ایتالیا بین بی‌طرف ماندن در ازاء دریافت ترنتینو از سوی اتریش-مجارستان یا پیوستن به متفقین در ازاء بازگرداندن تمام ایالت‌های ایرادنت تردید داشت. آنچه ایتالیا را در ورود به صف متفقین تشویق کرد تغییر وزیر خارجه اتریش-مجارستان در مه ۱۹۱۵ و انصراف از واگذاری ترنتینو به ایتالیا بود.
معاهده لندن در مه ۱۹۱۵ بین ایتالیا و متفقین امضاء شد و مقرر داشت:
- ایتالیا ظرف مدت یک ماه به اتریش-مجارستان اعلان جنگ بدهد.
- متفقین پس از جنگ الحاق ترنتینو، تیرول جنوبی، تریسته، ایستری، و قسمتی از دالاسی به خاک ایتالیا را به رسمیت بشناسند.
- بی‌طرفی آلبانی، غیرنظامی بودن قسمت غیرایتالیایی سواحل دریای آدریاتیک و مبادلات مستعمراتی تضمین شود.

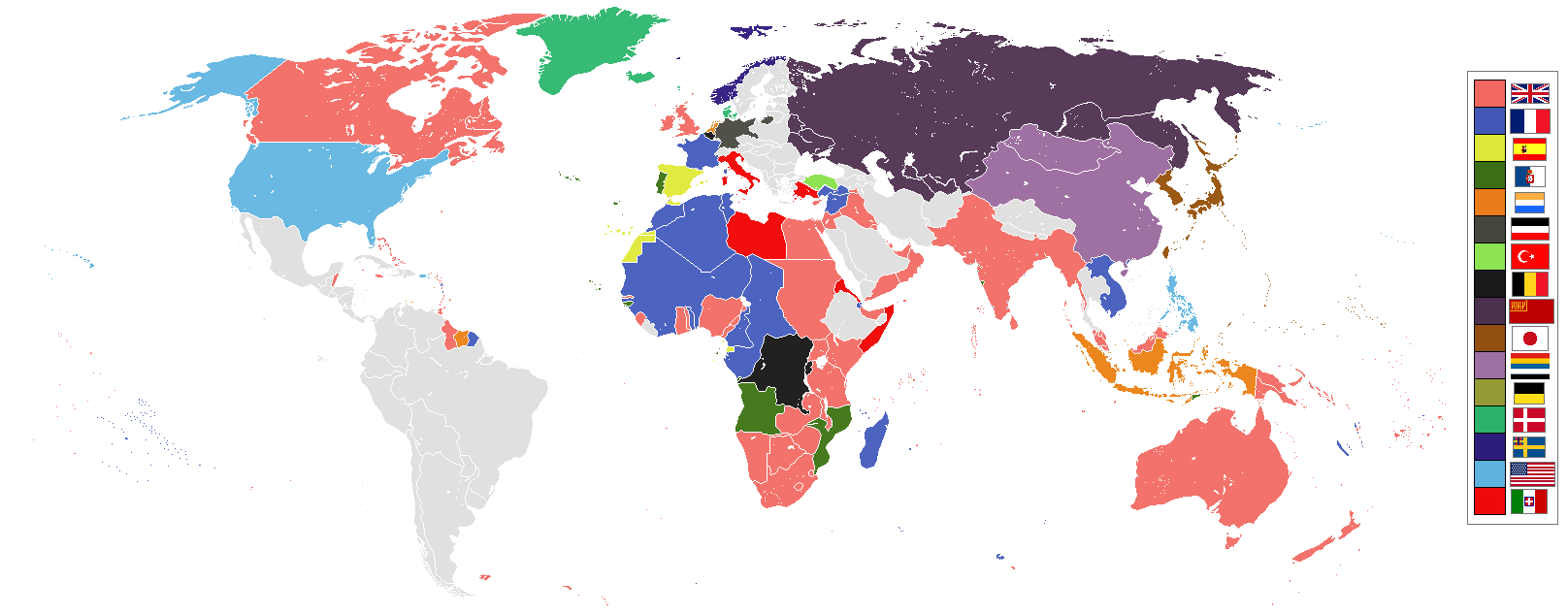
امپراتوریهای جهان در سال ۱۹۲۰. پادشاهی ایتالیا در این نقشه قرمز رنگ است.

پس از اتمام جنگ جهانی اول، ایتالیا مصمم به اجرای پیمان لندن و بازگشت تمام سرزمین‌های جدا افتاده خود بود، ولی وودرو ویلسون، رئیس‌جمهور آمریکا به استناد ماده اول اعلامیه چهارده ماده‌ای (دیپلماسی باز)، خود را مقید به اجرای این قرارداد محرمانه نمی‌دانست و همین اشتباه متفقین بود که منجر به جنگ جهانی دوم و متحد شدن ژاپن و ایتالیا با آلمان شد. ایتالیا نهایتًا در سال ۱۹۱۷، تحت‌الحمایه ای در آلبانی به پا کرد که آنهم در سال ۱۹۲۰ از بین رفت. تنها قلمرویی که ایتالیا به‌دست آورد، تیرول جنوبی بود.

### دورهفاشیسم«۱۹۴۳–۱۹۲۲»
ایتالیای فاشیستی دوره ای است که حزب ملی فاشیست از ۱۹۲۲ تا ۱۹۴۳ به رهبری بنیتو موسولینی روی کار آمد و دولت را در پادشاهی ایتالیا به‌دست گرفت. فاشیست‌های ایتالیا قوانین تمامیت‌خواهی را در کشور وارد کردند و مخالفان سیاسی و روشنفکران را سرکوب کردند همچنین رویکرد و نوع رابطه با کلیسای کاتولیک را تغییر دادند، اقتصاد را مدرن کردند و ارزش‌های اجتماعی را تغییر دادند. دولت فاشیستی ایتالیا چندین دورهٔ نسبتاً متفاوت را پیمود:
1. از ۱۹۲۳ تا ۱۹۲۵: در ظاهر ادامهٔ نظام پارلمانی بود اما در عمل وارد کردن قانون‌هایی که منجر به دیکتاتوری می‌شود.
2. از ۱۹۲۵ تا ۱۹۲۹: ساخت حکومت دیکتاتوری فاشیستی به صورت کامل
3. از ۱۹۲۹ تا ۱۹۳۴: فعالیت‌های کمتر
4. از ۱۹۳۵ تا ۱۹۴۰: سیاست خارجی خشن، شامل یورش به اتیوپی، دشمنی با جامعه ملل که منجر به تحریم و روی آوردن به خودبسندگی اقتصادی شد؛ یورش به آلبانی و امضای اتحاد فولاد.
5. از ۱۹۴۰ تا ۱۹۴۳: جنگ جهانی دوم که منجر به شکست نظامی ارتش ایتالیا شد.
6. از ۱۹۴۳ تا ۱۹۴۵: تشکیل جمهوری اجتماعی ایتالیا زیر نظر آلمان.

بنیتو موسولینی، نخست‌وزیر پادشاهی ایتالیا «امپراتوری ایتالیا از سال ۱۹۳۵» از سال ۱۹۲۲ تا ۱۹۴۳ و رئیس «به ایتالیایی:Il Duce-دوچه» حزب ملی فاشیست

در شب بین ۲۷ و ۲۸ اکتبر ۱۹۲۲، حدود ۳۰٬۰۰۰ فاشیست پیراهن سیاه در رُم تجمع کردند تا خواستار استعفای نخست‌وزیر لیبرال لوئیجی فاکتا و برگماشتن فاشیست‌ها به حکومت شوند. در صبح ۲۸ اکتبر، پادشاه، درخواست حکومت برای اعلان حکومت نظامی را رد نمود و فاکتا نیز مستعفی گردید. پادشاه به بنیتو موسولینی (که در طول مذاکرات در قرارگاه خود در میلان مانده بود) درخواست کرد حکومت جدید تشکیل دهد. این تصمیم بحث‌برانگیز پادشاه از سوی برخی تاریخ نگاران به مثابهٔ تلفیقی از وهم و ترس دانسته شده‌است؛ موسولینی شیفتهٔ پشتیبانی وسیع از ارتش و نیز نخبگان صاحب صنعت و ملاکین بود، در همان حال پادشاه و حکومت محافظه کارش نگران جنگ داخلی محتمل بوده و نهایتاً پنداشتند که می‌توانند از موسولینی در جهت بازگرداندن نظم و قانون به کشور استفاده کنند؛ اما نتوانستند خطر یک انقلاب توتالیتری را پیش‌بینی کنند. نخستین سال‌های حکومت موسولینی با یک ائتلاف راست‌گرای متشکل از فاشیست‌ها، ناسیونالیست‌ها، لیبرال‌ها و دو کشیش از حزب مردم ایتالیا شناخته می‌شد. در ابتدای حکومت موسولینی، فاشیست‌ها تنها اقلیتی از کابینه وی را تشکیل می‌دادند. هدف داخلی موسولینی در نهایت تأسیس یک حکومت توتالیتر که خودش در رأس آن به عنوان پیشوای معظم (دوچه) قرار داشته باشد، بود؛ پیامی که البته توسط روزنامهٔ فاشیست مردم (به ایتالیایی: Il Popolo) نیز مطرح شده بود، روزنامه ای که حالا به دست برادرش آرنالدو اداره می‌شد. با این هدف، موسولینی برای مدت یک سال، قدرتی دیکتاتوری برای خود کسب کرد که البته بر طبق قانون اساسیِ آن زمان اقدامی قانونی بود. وی با ادغام جوخه جنگ (به ایتالیایی: Fasci di Combatimento که پیشتر ذکر آن رفته بود) در نیروهای مسلح با تأسیس «میلیشیای داوطلب برای امنیت کشور»∗ در ژانویه ۱۹۲۳ و همانی سازی فزایندهٔ حزب با دولت، مشتاق بازپس‌گیری اقتدار عالیهٔ حکومت بود. در اقتصاد سیاسی و اقتصاد اجتماعی نیز وی قوانینی را از تصویب گذراند که به سود طبقات صنعتدار و ملاکین بود (واگذاری به بخش خصوصی، آزادسازی اجاره و انحلال اتحادیه‌ها). در ۱۹۲۳ موسولینی نیروهای ایتالیایی را در طول بحران کورفو به جزیرهٔ کورفو ارسال داشت. در پایان، جامعه ملل ضعف خود را ثابت کرده و یونان وادار به پذیرش خواسته‌های ایتالیا گردید. در ژوئن ۱۹۲۳ حکومت لایحه آچربو را به تصویب رساند∗ که نظام انتخاباتی ایتالیا را به حالت حوزه انتخابیه ملی ساده تغییر داد. این لایحه همچنین دو سوم اکثریت کرسی‌های پارلمان را به حزب یا احزابی که حداقل ۲۵ درصد آراء را کسب کنند، اختصاص می‌داد. این مصوبه در انتخابات ۶ آوریل ۱۹۲۴(آخرین انتخابات آزاد و رقابتی تا سال ۱۹۴۶) اجرا شد. ائتلاف «اتحاد ملی» شامل فاشیست‌ها، بیشتر لیبرال‌های کهنه‌کار و سایرین، ۶۴ درصد آراء را به خود اختصاص دادند. ترور نماینده سوسیالیست به نام جیاکومو ماتِئوتی که به‌دلیل وجود اقداماتی نامعمول خواستار ابطال انتخابات شده بود، سبب بحرانی موقت در حکومت موسولینی برانگیخت. موسولینی دستور مخفیانه قتل وی را داد، اما شاهدان اتومبیلی که حامل جسد ماتئوتی بود را دیدند که در نزدیکی محل اقامت ماتئوتی پارک کرده بود. آمریگو دومینی مظنون به مرگ وی شناخته شد. موسولینی بعدها اقرار نمود که معدودی مردِ محکم و با اراده می‌توانستند عقیده‌های عمومی را (به ضرر حکومت وی) تغییر داده و کودتایی به راه اندازند که فاشیسم را نابود کند. دومینی به دو سال زندان محکوم گردید. با آزادی دومینی از زندان، وی عیاناً اتهام زد که موسولینی مسئول قتل ماتئوتی است، برای همین وی چند صباحی بیشتر در زندان ماند. احزاب مخالف واکنش ضعیفی نشان دادند یا اینکه در مجموع منفعل بودند. شماری از سوسیالیست‌ها، لیبرال‌ها، و میانه‌روها به این امید که پادشاه ویکتور امنوئل سوم را به عزل موسولینی وادار سازند، پارلمان را ضمن واقعه ای که «جدایی آونتین»∗ شهرت یافت، تحریم نمودند. در ۳۱ دسامبر ۱۹۲۴ کنسول‌های اسکوآدریستی (پیراهن سیاهان) با موسولینی دیدار کرده و به وی اولتیماتومی دادند: مخالفت‌ها را سرکوب نماید یا این که آنان خود شخصاً دست به کار می‌شوند. موسولینی از ترس شورشی که شبه نظامیانِ خودش به راه اندازندْ تصمیم گرفت تمامی مظاهر دموکراسی را از کشورش محو کند. در ۳ ژانویه ۱۹۲۵ موسولینی سخنرانی ای تهدید آمیز ایراد نمود که در آن مسئولیت خشونت‌های پیراهن سیاهان را برعهده گرفت (هر چند به قتل ماتئوتی اشاره ای ننمود). به هر حال وی پیراهن سیاهان را تا ۱۹۲۷ منحل نکرد. بین ۱۹۲۵ و ۱۹۲۷، موسولینی تقریباً تمامی حد و مرزهای قانونی و قراردادی که ایجاد محدودیت برای قدرتش می‌نمود را برداشت و دولتی پلیسی به وجود آورد. قانونی به نام Christmas Eve law که در ۲۴ دسامبر ۱۹۲۵ از تصویب گذرانده شد، عنوان رسمی موسولینی را از «رئیس شورای وزیران» به «رئیس حکومت» تغییر داد، هرچند در بیشتر منابع خبری غیر ایتالیایی هنوز «نخست‌وزیر» نامیده می‌شد. اکنون دیگر نه در برابر مجلس بلکه تنها در برابر پادشاه پاسخگو بود. هرچند قانون اساسی ایتالیا بیان داشته بود که وزیران تنها به اقتدار عالیه (شاه) پاسخگو بودند، عملاً حکومت کردن برخلاف ارادهٔ مقننه تقریباً غیرممکن شده بود. اما این لایحه به این روند پایان داد و همچنین موسولینی را به تنها شخصی که قادر به دیکته کردن دستور جلسات بود، تبدیل نمود. لایحه Christmas Eve law ساختار حکومت موسولینی را به دیکتاتوری دو فاکتوی قانونی تبدیل کرد. خودمختاری‌های محلی منحل و پودستاهای منصوب از جانب سنای ایتالیا جای شهرداران و شوراهای شهر را گرفتند. در ۷ آوریل ۱۹۲۶، موسولینی از نخستین تلاش برای ترور که توسط «ویولت گیبسون»، خانمی ایرلندی که دختر لُرد آشبورن بود، جان سالم به در برد؛ وی پس از دستگیری به کشور خود دیپورت گردید. در ۳۱ اکتبر ۱۹۲۶ پسری ۱۵ ساله به نام آنتئو زامبونی کوشید وی را در بولونیا با گلوله بکشد. زامبونی در همان مکان لینچ گردید. موسولینی همچنین از تلاش ترور ناکام دیگری در رم نیز نجات یافت که توسط آنارشیست گینو لوکتی انجام شده بود و نیز طرحی دیگری که در ۱۹۳۱ توسط میکِله شیرو ریخته شده بود خنثی گردید تا شیرو دستگیر و اعدام گردد. در پی تلاش ترور زامبونی تمامی احزاب دیگر غیرقانونی شدند، هرچند ایتالیا از ۱۹۲۵ عملاً حالت کشوری تک حزبی به خود گرفته بود (چه با سخنرانی ژانویهٔ وی در مجلس چه با لایحه Christmas Eve law در پایان این سال). در همان سال یک قانون انتخاباتی، انتخابات پارلمانی را ابطال نمود و به جای آن شورای عالی فاشیسم لیستی ساده از کاندیداها را برمی‌گزید تا با همه‌پرسی تأیید شوند. شورای عالی فاشیسم به عنوان یک بدنه سازمانی از پنج سال قبل ایجاد شده بود اما اکنون رسمیت یافته و بالاترین اقتدار قانون اساسی در حکومت شده بود. بر روی کاغذ، شورای عالی قدرت داشت عزل موسولینی از ریاست را توصیه کند و بنابراین از لحاظ نظری تنها مانع بر سر قدرت وی بود. به هر حال موسولینی می‌توانست شورای عالی فاشیسم را فرابخواند و دستور جلساتش را تعیین کند. برای اعمال کنترل بر جنوب کشور به ویژه سیسیل، وی چزاره موری را با مأموریت نابود کردن باند مافیا به هر قیمت، به عنوان بخشدار شهر پالرمو برگزید. ضمن تلگرامی، موسولینی به موری نوشت:
مأموریت شما دارای اختیار تام است؛ اقتدار دولت باید مطلقاً_ تکرار می‌کنم مطلقاً_ در سیسیل مجدداً برقرار گردد. اگر قوانینی دست و پای شما را می‌بندند، مشکلی نیست چرا که خودمان قوانین جدیدی خواهیم نوشت.
موری در اعمال محاصره بر شهرها تردیدی به خود راه نداد، و زنان و کودکان را به عنوان گروگان مورد بهره‌برداری قرار می‌داد تا بلکه مظنونان را وادار به تسلیم نماید. این شیوه‌های خشونت‌آمیز لقب «بخشدار آهنین» را برای او به ارمغان آوردند. در ۱۹۲۷ تحقیقات موری شواهدی از دسیسه و توطئه بین مافیا و فاشیست‌ها به دست داد، و وی در ۱۹۲۹ از خدمت اخراج گردید، در همان زمان شمار کشتگان در استان پالرمو از ۲۰۰ تن به ۲۳ تن کاهش یافته بود. موسولینی موری را به عنوان سناتور برگزید و پروپاگاندای فاشیستی ادعا نمود که مافیا در هم شکسته شده‌است. در ۱۹۱۹ حکومت وقت ایتالیا یک سری اصلاحات لیبرال در لیبی انجام داد که آموزش به زبان عربی و بربری را مجاز نموده و همچنین به اهالی لیبی شانس کسب شهروندی ایتالیا را داد. جوزپه ولپی که در ۱۹۲۱ فرماندار ایتالیایی لیبی شده بود، توسط موسولینی در سمت خود ابقا و از تمامی اقدامات و تدابیری که [پیش از حکومت فاشیستی] سبب برابری ایتالیایی‌ها و لیبیایی‌ها می‌شد، تخطی نمود. سیاست مصادره زمین از اهالی لیبی و واگذاری آنان به استعمارگران ایتالیایی نیرویی تازه در مقاومت لیبیایی‌ها به رهبری عمر مختار دمید، و در سراسر «آرام سازی لیبی»، رژیم فاشیستی نبردی شبیه کشتار دسته جمعی به راه انداخت تا اهالی لیبی را تا حد امکان سر به نیست کند. در ۱۹۳۱ حدود نصف جمعیت سیرنائیک در ۱۵ اردوگاه دسته جمعی جا داده شدند و در همان زمان نیروی هوایی سلطنتی ایتالیا حملات شیمیایی بر ضد بادیه نشینان (بدویان) انجام داد. در ۲۰ ژوئن ۱۹۳۰، مارشال پیترو بادولیو به ژنرال رودولفو گراتزیانی نوشت:
به عنوان استراتژی کلی، لازم است جداسازی قابل توجه و روشنی بین جمعیت تحت کنترل و تشکیلات شورشی ایجاد کنیم. بنده اهمیت و جدیت چنین تدبیری را کتمان نمی‌کنم، [تدبیری] که البته ممکن است به معنای ویرانی جمعیت تحت کنترل باشد… اکنون که روال کار به ثبات رسیده‌است، ما باید غائله را به پایان رسانیم حتی اگر به قیمت نابودی تمامی جمعیت سیرنائیک باشد.

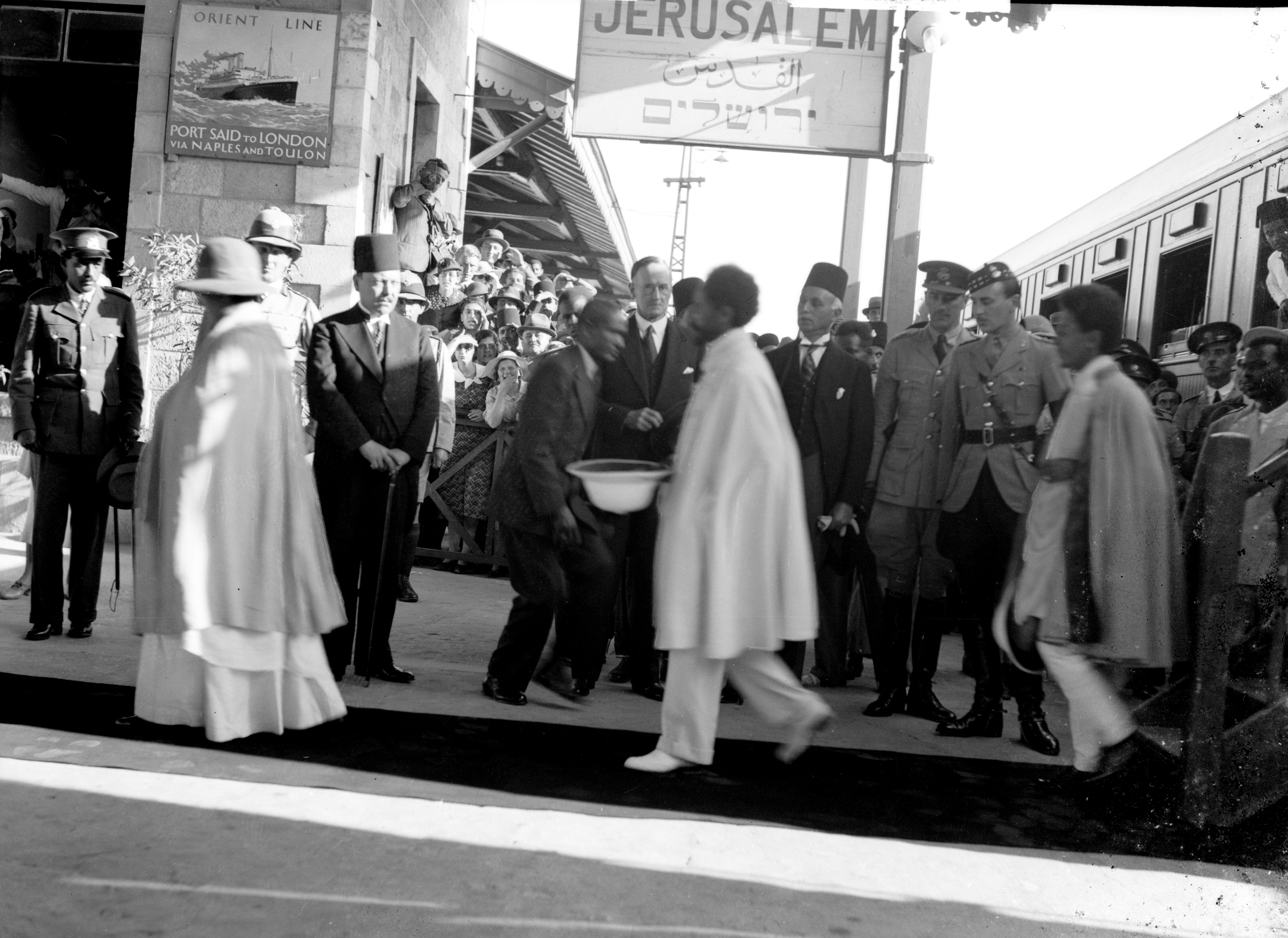
هایله سلاسی، امپراتور اتیوپی در بیت المقدس، مه ۱۹۳۶

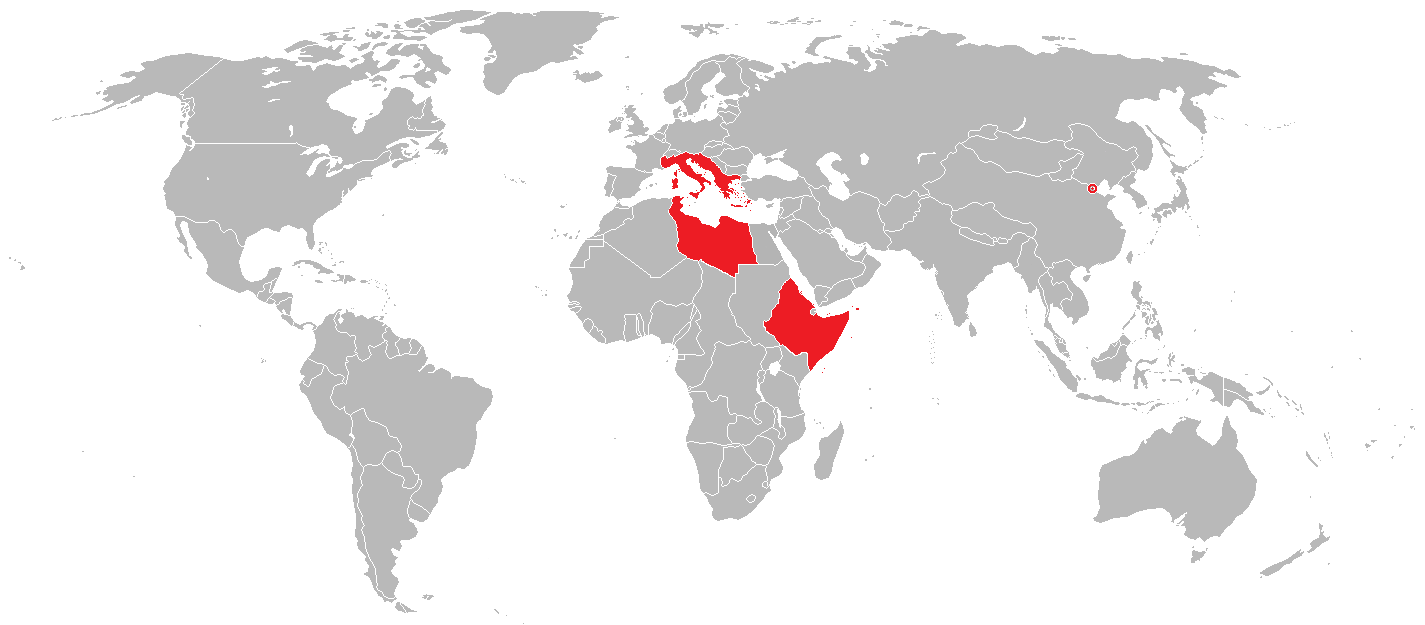
امپراتوری ایتالیا در بزرگترین گستره خود، سال ۱۹۴۰

در ۳ ژانویه ۱۹۳۳ موسولینی به دیپلماتی به نام بارون پوپمئو آلویسی گفت که فرانسویان در تونس با مجاز کردن عمل آمیزش بین خود و تونسیان مرتکب "اشتباهی دهشت بار" شده‌اند؛[تصمیمی] که بر طبق پیش‌بینی وی فرانسویان را به ملتی مملو از "نیمه نژادان یا نیمه خالص‌ها∗ " تنزل می‌دهد، وی برای جلوگیری از حادثه مشابهی برای ایتالیایی‌ها به مارشال بادولیو دستورهایی داد که بر مبنای آنها در لیبی اختلاط نژادی∗ یک جرم محسوب شود. بزرگترین اولویت موسولینی به اسارت کشاندن ذهن مردم ایتالیا با بهره‌گیری از پروپاگاندا بود. رژیم نوعی کیش شخصیت مبالغه آمیز که بر شخصیت موسولینی متمرکز بود را تشویق می‌کرد. وی تظاهر می‌کرد که تجسم یافتهٔ ابرانسانِ نیچه است، و زیبایی‌شناسی مرد سالارانهای را تبلیغ می‌کرد که ویژگی‌هایی تقریباً خدایی به وی نسبت می‌داد. پس از ۱۹۲۲ وی بارها شخصاً وزارت‌های داخله، خارجه، مستعمرات، دفاع و امورات عمومی را اداره نمود. گاهی نیز هفت دپارتمان را همزمان اداره کرد و در همان حال سمت نخست‌وزیری را نیز متصدی بود. وی همچنین مقام ارشد حزب فاشیست و شبه نظامیان مسلح فاشیستی(MVSN یا پیراهن سیاهان) بود، سازمانی که مخالفت‌ها و مقاومت‌های اولیه در شهرها و استان‌ها را با ارعاب و وحشت در نطفه خفه می‌کرد. وی بعدها OVRA را نیز شکل داد، پلیس مخفی ای سازمان یافته که از حمایت رسمی دولت برخوردار بود. از همین راه بود که وی موفق شد قدرت را در پنجه خود حفظ نموده و از ظهور هرگونه حریفی جلوگیری کند. موسولینی همچنین خود را به عنوان ورزشکاری دلیر و موسیقی دانی ماهر به تصویر کشاند. تمامی معلمان مدارس و استادان دانشگاه ناچار بودند سوگند دفاع از رژیم فاشیستی ادا کنند. دبیران روزنامه‌ها همگی شخصاً توسط وی منصوب شده و تنها آنانی که دارای تأییدیه رسمی از حزب فاشیست بودند می‌توانستند به روزنامه‌نگاری بپردازند. این تأییدیه‌ها مخفیانه صادر می‌شدند؛ موسولینی همچنین ماهرانه کلمهٔ توهم آمیز «جراید آزاد» را ابداع کرد. اتحادیه‌های تجاری هم از هرگونه استقلال بی بهره بوده و در نظامی موسوم به «سیستم کورپوراتیستی» یکپارچه شده بودند. هدفی که هیچگاه کاملاً بدان نایل نشدند این بود که تمامی ایتالیاییان را در سازمان‌های گوناگون حرفه ای، و تحت کنترل مخفی حکومتی جای دهند. میزان زیادی پول نیز خرج پروژه‌های عمومی مشهود و نیز پرستیژ بین‌المللی شدند. این‌ها عبارت بودند از: کشتی اقیانوس‌پیمای اس‌اس رکس ریباند آبی∗ ثبت رکوردهای هوانوردی با سریع‌ترین هواپیمای آب‌نشین به نام Macchi M.C.72، و هوانوردی فراتر از اقیانوس اطلس با قایق پرنده که توسط ایتالو بالبو انجام گرفت؛ فرود بالبو در شیکاگو در ۱۹۳۳ با تحسین و غوغای جمعیت آنجا همراه بود.∗اصول دکترین فاشیسم در مقاله ای توسط فیلسوف برجسته جووانی جنتیله و خود موسولینی بیان و در ۱۹۳۲ در دانش نامهٔ ایتالیایی(Enciclopedia Italiana) ابراز شد. موسولینی همواره خود را به عنوان یک روشنفکر به تصویر می‌کشاند، و برخی تاریخ نگاران نیز در این باره توافق دارند. گونتر وی را «مشخصاً تحصیل کرده‌ترین و بافرهنگ ترینِ تمامی دیکتاتورها» خوانده‌است، و تنها رهبر ملی ۱۹۴۰ که یک روشنفکر بود. تاریخ‌نگار آلمانی ارنست نولته گفته «تسلط وی بر فلسفه و ادبیات سیاسی معاصر تقریباً به اندازهٔ تسلط دیگر رهبران سیاسی اروپایی معاصر بوده‌است.» ناسیونالیست‌های ایتالیایی پس از جنگ اول جهانی خود را درگیر کشمکش با نهادهای لیبرالی مسلطی که توسط کابینه‌های سابق_به خصوص کابینهٔ جووانی جولیتی که بانی مدارس سنتی بود_ می‌دیدند. فوتوریسم، جنبش فرهنگی انقلابی ای که بعدها همیار فاشیسم شد، حامی «مکتبی برای رادمردی و میهن‌پرستی» بود که توسط فیلیپو تومازو مارینتی در ۱۹۱۹ مطرح شد. وی تمسخر و تحقیر خود نسبت به «یونان باستان و دوران لاتینی که اکنون مربوط به ماقبل تاریخ و دوران غارنشینی هستند» ابراز می‌داشت. نخستین پایه‌های جوانان فاشیستی با عنوان Avanguardia Giovanille Fascista(پیشگامان جوان فاشیست) در ۱۹۱۹ و Gruppi Universitari Fascisti(گروه‌های دانشگاهی فاشیست) در ۱۹۲۲ نیز تشکیل شدند. پس از راهپیمایی به سوی رُم در ۱۹۲۲ که موسولینی را به نخست‌وزیری رساند، فاشیست‌ها شیوه‌های سیاسی کردن جامعه ایتالیا را با تأکید بر آموزش و پرورش مطمح نظر قرار دادند. موسولینی مسئولیت «بازسازماندهی جوانان از لحاظ بدنی و اخلاقی» را به سرباز سابق و قائم مقام-دبیر آموزش و پرورش به نام رناتو ریچی سپرد. ریچی از رابرت بِیدِن-پاول یعنی بانی سازمان‌های پیشاهنگی الهام گرفت و ملاقاتی نیز با وی در انگلستان داشت و همین‌طور با هنرمندان باوهاوس در آلمان. Opera Nazionale Balilla(اپرای ملی بالیلا∗) نیز با فرمان ۳ آوریل ۱۹۲۶ موسولینی ایجاد شد، و تا ۱۹۳۷ توسط ریچی اداره شد. این سازمان کودکان و نوجوانان ۸ تا ۱۸ ساله را در بر می‌گرفت. به گفته خود موسولینی: «آموزش فاشیستی حاوی عنصر اخلاقی، جسمی، اجتماعی و نظامی است؛ و هدف خود را بر آفرینش یک انسان توسعه یافتهٔ کامل می‌نهد،[یعنی] فاشیستی منطبق با دیدگاه‌های ما.» موسولینی این فرایند [شستشوی مغزی] را در دوران عاطفی کودکی مد نظر داشت: «دوران کودکی و بلوغ یکی هستند… نمی‌توانند تنها با مفاهیم، تئوری‌ها و آموزش‌های انتزاعی تغذیه شوند. حقیقتی که ما می‌خواهیم در مغزشان فروکنیم باید در درجه نخست فانتزی آنها، قلب آنها و ذهن آنان را مجذوب سازد.» «ارزشهای آموزشیِ مبتنی بر اقدام و عمل» بر این هدف بودند که جای رویکردهای پذیرفته شده جامعه را بگیرند. فاشیسم با نسخهٔ پیش پا افتادهٔ ایدئالیسم یعنی خردگرایی سر ستیز داشت و می‌خواست با تحمیل کار جمعی و سلسه مراتب از طریق آموزش‌های «اپرای ملی بالیلا» سنتهای [کهنه] آموزشی را دور بزند؛ همانگونه که می‌خواست کیش شخصیت موسولینی را نیز تبلیغ و تحمیل کند. از دیگر عناصر مهم سیاست فرهنگی فاشیسم را می‌توان کلیسای کاتولیک دانست. در ۱۹۲۹ یک کنکوردا با واتیکان امضاء گردید و به دهه‌ها نزاع و کشمکش بین دولت ایتالیا و پاپ خاتمه داد؛ نزاعی که تاریخ آن به غصب سرزمین‌های پاپ∗ توسط دودمان ساوی در طول وحدت ایتالیا در ۱۸۷۰ بر می‌گردد. معاهدات لاتران نیز که بدان وسیله دولت ایتالیا در نهایت توسط کلیسای کاتولیک رومی را به رسمیت شناخت و در مقابل استقلال شهر واتیکان نیز توسط دولت ایتالیا به رسمیت شناخته شد، چنان از سوی دستگاه کشیشی مورد تقدیر قرار گرفتند که پاپ پیوس یازدهم موسولینی را «مردی از جنس تقدیر و مشیت» خواند. معاهده ۱۹۲۹ حاوی بند قانونی ای نیز بود که به موجب آن حکومت ایتالیا از غرور و عزت پاپ با تحت پیگیرد قرار دادن خاطیان (هتک حرمت کنندگان) دفاع می‌کرد. در ۱۹۲۷ موسولینی توسط یک کشیش کاتولیک رومی غسل تعمید مجدد داده شد. پس از ۱۹۲۹ دوچه با دکترین‌های ضد کمونیستی اش، بسیاری از کاتولیک‌ها را برای پشتیبانی عملی از خود متقاعد ساخت. در سیاست خارجی، موسولینی عمل‌گرا و فرصت طلب بود. در مرکز بینش وی، رؤیای تشکیل یک امپراتوری رومی در آفریقا و بالکان وجود داشت؛ و با توسل به "پیروزی نابود شدهٔ ∗" ایتالیا در ۱۹۱۸ توسط دموکراسی‌های کثرت گرای بریتانیا و فرانسه که به پیمان لندن (۱۹۱۵) خیانت نمودند، نیز این رؤیا را توجیه می‌کردند؛ بریتانیا و فرانسه ای که "حق طبیعی" ایتالیا برای کسب تفوق در حوضه مدیترانه را غصب کرده بودند. به هر روی، در دهه ۱۹۲۰ با توجه به ضعف آلمان، مسائل و مشکلات بازسازی اروپا و غرامتی که آلمان می‌بایست به فرانسه می‌پرداخت، اوضاع اروپا به حدی نامطلوب بود که نمی‌شد از رویکرد اصلاح طلبی روشنی نسبت به پیمان ورسای جانبداری کرد. در دهه ۱۹۲۰، سیاست خارجی ایتالیا بر ایدهٔ سنتی "میانگی∗" ایتالیا نسبت به تمامی قدرتها مبتنی بود؛ هدف از این سیاست این بود که ایتالیا "وزنی تعیین کننده" اعمال کند، وزنی که با آن هر قدرت اروپایی ای که ایتالیا وی را برای اتحاد برمی‌گزید، قطعاً باعث برهم خوردن توازن قدرت در اروپا می‌شد و این اتحاد می‌بایستی به قیمت حمایت از جاه طلبی‌های ایتالیا در اروپا و آفریقا باشد. در این دوره، از آنجا که جمعیت‌شناسی برای موسولینی یک تقدیر بود، وی سیاست‌های تولدگرایانه سرسختی را طراحی کرد تا نرخ زاد و ولد را افزایش دهد؛ برای مثال در ۱۹۲۴ حمایت یا دادن اطلاعات در مورد راه‌های پیشگیری از بارداری یک جرم تلقی گردید و در ۱۹۲۶ به هر زن ایتالیایی دستور داده شد تعداد فرزندانی که مایل به زائیدن آنان بودند را دوبرابر نمایند. برای موسولینی، جمعیت فعلی ۴۰ میلیونی ایتالیا برای جنگیدن در یک جنگ بزرگ ناکافی بود و وی نیاز داشت جمعیت را به حداقل ۶۰ میلیون نفر برساند پیش از اینکه برای جنگ آماده شود. در سال‌های ابتدایی به قدرت رسیدنش، موسولینی در حد و قامت یک سیاستمدار عملگرا (پراگماتیک) عمل نمود، می‌کوشید امتیازاتی کسب کند اما هیچگاه ریسک جنگ با بریتانیا و فرانسه را نپذیرفت. تنها استثناء بمباران و اشغال کورفو در طول بحران موسوم به بحران کورفو در ۱۹۲۳ بود که چند پرسنل نظامی ایتالیایی که از سوی جامعه ملل مأمور حل اختلاف مرزی بین یونان و آلبانی شدند توسط راهزنان ترور گشتند؛ ملیت راهزنان تا کنون پوشیده مانده‌است. در طول بحران کورفو، موسولینی آماده شده بود که به جنگ با بریتانیا و فرانسه برود، و تنها التماس‌های جانانه فرمانده نیروی دریایی ایتالیا_کسی که استدلال کرد نیروی دریایی ایتالیا با نیروی دریایی سلطنتی بریتانیا برابری نمی‌کند_ بود که دوچه را قانع ساخت راه حل دیپلماتیک را بپذیرد. در سخنرانی ای سِری با فرماندهان نظامی ایتالیا در ژانویه ۱۹۲۵، موسولینی استدلال نمود که ایتالیا نیازمند کسب فضای حیاتی(Spazio Vitale) است و هدف نهایی وی منضم ساختن «دو ساحل مدیترانه و اقیانوس هند به یک قلمرو واحد ایتالیایی است». با توجه به اهمیتی که وی به جمعیت‌شناسی می‌داد، رهبر فاشیست ایتالیا همچنان بر اینکه ایتالیا فعلاً فاقد نیروی انسانی کافی برای پیروزی در یک جنگ بزرگ مقابل بریتانیا و فرانسه است و اینکه هنگامهٔ جنگ در میانهٔ دهه ۱۹۳۰ فرا خواهد رسید پافشاری می‌کرد؛ وی محاسبه کرده بود که نرخ زاد و ولد بالای ایتالیا نهایتاً نیروی لازم برای پیروزی در جنگ را تأمین خواهد کرد. متعاقباً موسولینی در پیمان لوکارنو در ۱۹۲۵ شرکت نمود، معاهده ای که مرزهای غربی آلمان که در ۱۹۱۹ پی ریخته شده بودند را تثبیت و تضمین می‌کرد. در ۱۹۲۹ موسولینی به ستاد کل ارتش خود دستور داد برای تهاجم به یوگسلاوی و فرانسه طرح‌ریزی کند. در ژوئیه ۱۹۳۲ وی نامه ای به وزیر دفاع آلمان کورت فن اشلایخر نگاشت که در آن یک اتحادِ ضد فرانسویِ ایتالیایی_آلمانی را پیشنهاد نمود؛ پیشنهادی که اشلایخر به آن واکنش مطلوبی داد اما بدین شرط که آلمان ابتدا نیازمند تسلیح مجدد است. در پایان ۱۹۳۲ و ابتدای ۱۹۳۳ موسولینی طرحی کشید تا یورشی غافلگیر کننده بر ضد فرانسه و یوگسلاوی که در اوت ۱۹۳۳ انجام می‌گرفت، اجرا کند. جنگِ طراحی شدهٔ موسولینی در ۱۹۳۳ تنها پس از این که اطلاع یافت آژانس جاسوسی نظامی خارجی فرانسه کدهای نظامی ایتالیاییان را شکسته و در نتیجه از نقشهٔ حمله غافلگیر کنندهٔ آنها آگاه شده‌است و فرانسویان خود را برای مقابله با حمله آماده ساخته‌اند، ملغی گردید. پس از به قدرت رسیدن آدولف هیتلر و تهدید علایق ایتالیا در اتریش و حوضه دانوب، موسولینی پیمان چهار قدرت را با بریتانیا، فرانسه و آلمان در ۱۹۳۳ شکل داد. وقتی صدراعظم فاشیست اتریش به نام انگلبرت دلفوس با قدرت دیکتاتوری اش در ۲۵ ژوئیه ۱۹۳۴ توسط ناسیونال سوسیالیست‌ها ترور گردید، موسولینی حتی آلمان را در صورت یورش به اتریش به جنگ تهدید نمود. موسولینی برای مدتی نسبت به هر تلاش آلمان برای آنشلوس واکنش نشان می‌داد و جبهه موقتی استرسا را در ۱۹۳۵ در تقابل با آلمان شکل داد. پس از بحران حبشه در ۳۶_۱۹۳۵ که در پی حوادث مرزی بر سر حدود مرزی مبهمِ سومالیِ ایتالیا و اتیوپی رخ داد، جنگ دوم ایتالیا-اتیوپی به وقوع پیوست؛ شایان ذکر است که موسولینی در دوران جوانی اش به علت محکوم کردن جنگ ایتالیا و عثمانی(۱۹۱۲_۱۹۱۱) که آنرا یک «هذیان خمر ناسیونالیستی» و «یک جنگ بدشگون برای اشغال» نامیده بود، دستگیرشده بود. تاریخ نگاران هنوز در مورد علل یورش ایتالیا به اتیوپی در ۱۹۳۵ توافق ندارند. برخی تاریخ نگاران ایتالیایی از جمله فرانکو کاتالانو و جورجو روکات استدلال می‌کنند که این تهاجم اقدامی سوسیال امپریالیستی بود، آنان عقیده دارند که رکود بزرگ عمیقاً به پرستیژ موسولینی آسیب زد و برای همین وی نیازمند جنگی خارجی بود که افکار عمومی را از مشکلات اقتصادی منحرف نماید. باقی تاریخ نگاران از جمله پیِترو پاستورِلی استدلال کرده‌اند که این تجاوز به عنوان بخشی از یک برنامه گسترش طلبانه با هدف تبدیل ایتالیا به قدرت مرکزی در دریای سرخ و خاورمیانه انجام گرفت. تاریخ‌نگار آمریکایی مک گرگور ناکس با ارائه تفسیر میانهٔ سومی می‌گوید که این جنگ به خاطر هر دوی علل خارجی و داخلی به وقوع پیوست؛ هم بخشی از برنامه‌های گسترش طلبانهٔ بزرگ_مقیاسِ موسولینی در عرصه خارجی بودند و هم هدفشان این بود که به دوچه یک پیروزی بزرگ سیاست خارجی بدهند که وی بتواند در عرصه داخلی نظام فاشیستی را در یک مسیر رادیکال تر به پیش ببرد. نیروهای ایتالیایی در این جنگ بسی از نیروهای حبشی نیرومندتر بودند، به ویژه در هوا، و به زودی به پیروزی نائل شدند. وقتی قوای ایتالیا وارد آدیس آبابا شدند تا رسمًا تشکیل امپراتوری ایتالیا را در مه ۱۹۳۶ و اتیوپی را بخشی از آفریقای شرقی ایتالیا اعلام کنند، امپراتور هایله سلاسی وادار شد از کشور بگریزد. موسولینی تحریم‌های اقتصادی جامعه ملل علیه ایتالیا که به ابتکار پاریس و لندن اعمال شده بودند را به دیدهٔ تحقیر نگریست زیرا خیالش بابت آزادی عملی که نخست‌وزیر فرانسه پیر لاوال به وی داده راحت بود و از سویی اطمینان داشت بریتانیا و فرانسه به خاطر مخالفتش با رویکرد اصلاح طلبانهٔ هیتلر نسبت به جبههٔ استرزا با وی تساهل و مدارا می‌کنند. از دیدگاه موسولینی، این تحریم‌ها اقدامی ریاکارانه بودند که توسط امپراتوری‌های در حال زوال اعمال شدند تا مانع توسعهٔ طبیعی کشورهای جوانتر و فقیرتری مانند ایتالیا شوند. اما حقیقت این بود که هر چند فرانسه و بریتانیا قسمت‌هایی از آفریقا را مستعمره خود ساخته بودند تقسیم آفریقا در بدو قرن بیستم به پایان رسیده و این ایتالیا بود که از قافله جامانده بود. اوضاع بین‌المللی اکنون به گونه ای بود که با توسعهٔ مستعمراتی مخالفت می‌شد برای همین اقدامات ایتالیا محکوم شدند. افزون بر این، ایتالیا به خاطر فرمان موسولینی مبنی بر استفاده از گاز خردل و فسژن در برابر حبشی‌ها و رویکرد عدم تساهلی که در برابر چریک‌های حبشی داشت، مورد انتقاد [بین‌المللی] قرار گرفت. بین ۱۹۳۶ تا ۱۹۴۱ در طول عملیات «آرام سازی» اتیوپی، نیروهای ایتالیایی صدها هزار نفر از اتیوپیایی‌های غیرنظامی را کشتند و تخمین زده شده‌است که حدود %۷ کل جمعیت اتیوپی را به قتل رسانده‌اند. موسولینی به مارشال رودولفو گراتزیانی دستور داد «یک سیاست ترور و انهدام در برابر شورشیان و جمعیت همدست آنها را به صورت نظام مند به کار ببندید. بدون سیاست دَه چشم به یک، ما نمی‌توانیم این زخم را به موقع ترمیم نمائیم». موسولینی در راستای «انهدام تدریجی» جمعیت اتیوپی شخصاً به گراتزیانی دستور داد که تمامی جمعیت مذکر بالای ۱۸ سال در یک شهر را قتل‌عام نماید و در منطقه ای دیگر نیز دستور داد که «اسیران، همدستان شان و عناصر نامطمئن باید اعدام گردند». با باور به اینکه کلیسای ارتدکس شرقی اتیوپیایی‌ها را به مقامت تشویق می‌نمود، موسولینی فرمان داد که کشیشان و راهبان ارتدکس به جرم حملات خرابکارانه مشمول مجازات گردند. موسولینی قانون ۸۸۰ را اجرایی ساخت که به موجب آن اختلاط و آمیزش با اتیوپیایی‌ها جرمی با مجازات پنج سال حبس محسوب می‌شد زیرا دوچه با قطعیت نشان داده بود که تحت هیچ شرایطی نمی‌خواهد سربازان و کارمندانش که در اتیوپی مشغول خدمت هستند، آمیزشی با زنان اتیوپیایی داشته باشند زیرا اینکار باعث می‌شد مردانش بیرحمی کمتری در کشتار اتیوپیایی‌ها به خرج بدهند. موسولینی حامی سیاست قساوت نسبت به آنان بود، آنهم تا حدودی به خاطر اعتقادش به اینکه اتیوپیایی‌ها یک ملت نیستند چرا که مردمان سیاه به قدری کودن هستند که حس ناسیونالیستی نداشته باشند و بنابراین چریک‌ها «راهزنانی» بیش نبودند. دلیل دیگر قساوتش این بود که وی در حال نقشه کشیدن برای کشاندن میلیون‌ها استعمارگر ایتالیایی به اتیوپی بود و احتیاج داشت شمار زیادی از اتیوپیایی‌ها را قتل‌عام کند تا فضای خالی برای استعمارگران ایتالیایی باز شود؛ همان‌طور که در لیبی اینکار را کرده بود. تحریم‌های جامعه ملل علیه ایتالیا بهانه ای برای وی شدند تا با آلمان نازی متحد گردد. در ژانویه ۱۹۳۶ موسولینی به سفیر آلمان اولریش فون هاسل گفت که: «اگر اتریش قرار است به یکی از اقمار آلمان تبدیل گردد، باکی نیست». با به رسمیت شناختن اتریش به عنوان فضای نفوذ آلمان، موسولینی مشکل اساسی در روابط آلمان_ایتالیا را از میان برداشت. در ۱۱ ژوئیه ۱۹۳۶ یک معاهده اتریشی_آلمانی امضاء گردید که بر طبق آن اتریش خود را یک «دولت آلمانی» اعلام می‌کرد که سیاست خارجی اش را با برلین منطبق می‌ساخت، و به طرفداران اتریشی نازیسم نیز اجازه می‌داد وارد کابینه اتریش شوند. موسولینی فشاری شدید بر صدراعظم اتریش کورت شوشنیگ وارد کرد تا وی را به امضای معاهده ای وادار کند که روابط خود با هیتلر را بهبود دهد. پس از اینکه تحریم‌ها علیه ایتالیا در ژوئیه ۱۹۳۶ پایان یافتند، فرانسویان سخت کوشیدند جبهه استرزا را زنده کنند، اقدامی که سولیوان آنرا «تصمیمی نسبتاً تمسخر آمیز برای نگه داشتن ایتالیا به عنوان یک متحد» توصیف کرده‌است. در ژانویه ۱۹۳۷ بریتانیا با موسولینی توافق شفاهی کرد که مداخلات ایتالیا در جنگ داخلی اسپانیا را محدود نماید؛ اقدامی که از نگاه وزارت خارجه بریتانیا به منزلهٔ نخستین قدم در راه ایجاد یک اتحاد آنگلو_ایتالیایی (اتحاد انگلیسی_ایتالیایی) محسوب می‌شد. در آوریل ۱۹۳۸ بریتانیا و ایتالیا «توافق عید پاک» را امضاء نمودند که بر طبق آن بریتانیا وعده داد اتیوپی را به عنوان یک مستعمره ایتالیایی به رسمیت شناخته و در عوض ایتالیا خود را از جنگ داخلی اسپانیا بیرون بکشد. وزارت خارجه بریتانیا پی برد که این جنگ داخلی اسپانیا است که رم و برلین را به یکدیگر نزدیک می‌کند و عقیده داشت اگر موسولینی راضی شود که از مداخله در اسپانیا بیرون بکشد، آنگاه به جبهه متفقین بازمی‌گردد. برای خارج کردن موسولینی از اسپانیا، بریتانیا حاضر بود هزینه‌هایی بپردازد از جمله به رسمیت شناختن ویکتور امانوئل سوم به عنوان امپراتور اتیوپی. تاریخ‌نگار آمریکایی به نام باری سولیوان نوشته‌است که هر دوی بریتانیایی‌ها و فرانسویان بسیار مایل به نزدیکی با ایتالیا بودند تا آثار مخرب تحریم‌های جامعه ملل را محو نمایند، و اینکه «موسولینی خودش اتحاد با هیتلر را گزینش کرد، به جای اینکه وادار شده باشد…» موسولینی در ۲۵ اکتبر ۱۹۳۶ با موافقت خود با شکل‌گیری محور رم_برلین سیاست خارجی جدید آلمان دوستی اش را نشان داد و بعدها سند این اتحاد در برلین امضاء گردید. افزون بر آن، اشغال اتیوپی به قیمت جان ۱۲٬۰۰۰ سرباز ایتالیایی و ۴٬۰۰۰ تا ۵٬۰۰۰ لیبیایی، اریتره ای و سومالیایی که در خدمت ارتش ایتالیا بودند، تمام شد. رهبر فاشیست ایتالیا باور داشت که اشغال اتیوپی هزینه ای حدود ۴ تا ۶ بیلیون لیره برمی‌دارد اما در واقع هزینه‌های این تهاجم ۳۳٫۵ بیلیون لیره بودند. هزینه‌های اقتصادی اشغال نشان دادند که ضربه ای تکان دهنده به بودجه ایتالیا هستند و جداً تلاش‌های ایتالیا در نوسازی ارتش را دچار عقب ماندگی کردند چرا که پولی که موسولینی به بازسازی ارتش ایتالیا اختصاص داده بود ناخواسته خرج تصرف اتیوپی شدند؛ امری که موسولینی را به سوی آلمان سوق داد. برای کمک به پوشاندن بدهی‌های عظیمی که در خلال جنگ اتیوپی در حال انباشت بودند، موسولینی در اکتبر ۱۹۳۶ ارزش لیره را حدود %۴۰ کاهش داد. به علاوه، هزینه‌های اشغال اتیوپی بعدها ۲۱٫۱ بیلیون لیره دیگر در خلال سال‌های ۱۹۴۰_۱۹۳۶ به خزانه ایتالیا ضربه زدند. افزون بر آن، ایتالیا ۴٬۰۰۰ نیرو در خلال جنگ داخلی اسپانیا از دست داد در حالی که همین جنگ ۱۲ تا ۱۴ بیلیون لیره هزینه برداشت. در سال‌های ۱۹۳۸ و ۱۹۳۹ حکومت ایتالیا ۳۹٫۹ بیلیون لیره درآمد مالیاتی کسب نمود در حالی که کل تولید ناخالص ملی اش ۱۵۳ بیلیون لیره بود؛ معنایش این بود که جنگهای اتیوپی و اسپانیا هزینه‌های کمر شکن اقتصادی به ایتالیا وارد کرده بودند. تنها %۲۸ کل بودجه نظامی ایتالیا بین ۳۹_۱۹۳۴ خرج نوسازی نظامی‌شدند در حالی که مابقی آن خرج جنگ‌های نامبرده گردیدند؛ امری که سبب نزول فوری قدرت نظامی ایتالیا گردید. بین ۳۹_۱۹۳۵ جنگ‌های موسولینی هزینه ای معادل ۵۰۰ بیلیون دلار آمریکا به نرخ سال ۱۹۹۹ به ایتالیا تحمیل نمودند، هزینه ای که به مراتب کمرشکن تر از آن بود که به کشور فقیر ایتالیا تحمیل شود. دهه ۱۹۳۰ دههٔ پیشرفت‌های سریع در فناوری نظامی بود و سولیوان نوشت که موسولینی زمان کاملاً نامناسبی برای جنگیدن در اسپانیا و اتیوپی انتخاب نموده بود. در همان زمان که نظامیان ایتالیا در حال عقب ماندن از دیگر قدرت‌ها بودند (دهه ۱۹۳۰)، رقابت تسلیحاتیِ بزرگ_مقیاسِ بین قدرت‌های معظم به پایان رسیده بود و آلمان، بریتانیا و فرانسه به صورتی متزاید پول خرج ارتش‌های خود می‌کردند؛ در این اوضاع موسولینی شخصاً اقرار نمود که [با جنگهای بی موردش] جداً ظرفیت و توانایی ایتالیا برای مبارزه در یک جنگ بزرگ (به‌طور ی که این کشور تنها با اتکاء به خودش بجنگد) را کاهش داده‌است و برای همین اتحاد با یک قدرت بزرگ را می‌خواست تا عقب ماندگی فزایندهٔ ایتالیا در عرصه نظامی را جبران نماید. از ۱۹۳۶ تا ۱۹۳۹ موسولینی کمک‌ها و تدارکات نظامی عظیمی برای ناسیونالیست‌های اسپانیایی در جنگ داخلی اسپانیا فراهم نمود. مداخلات فعالانه وی به سود ژنرال فرانکو سبب‌ساز دوری هرچه بیشتر بریتانیا و فرانسه از وی گردید و در عوض روابط وی با هیتلر بهبود می‌یافت به‌طور ی که الحاق اتریش به آلمان در مارس ۱۹۳۸ و متعاقب آن تجزیه چکسلواکی در ۱۹۳۹ را نیز پذیرفت. در مه ۱۹۳۸ در طول ملاقات هیتلر از ایتالیا، موسولینی به پیشوا گفت که ایتالیا و فرانسه دشمنان خونی یکدیگر هستند که در «طرفین مخالف یک سنگر می‌جنگند» (منظورش جنگ داخلی اسپانیا بود) و جبهه استرسا دیگر «مرده و مدفون است». در کنفرانس مونیخ در سپتامبر ۱۹۳۸، موسولینی همچنان تظاهر می‌کرد که به عنوان واسطهٔ صلح اروپا کار می‌کند در حالی که آلمان نازی را در الحاق سودتلند یاری می‌کرد. توافق محور سال ۱۹۳۶ با امضای پیمان فولاد در ۲۲ مه ۱۹۳۹ تقویت گردید؛ معاهده ای که ایتالیای فاشیستی و آلمان نازی را با اتحادی تماماً نظامی به یکدیگر متصل می‌ساخت. اعضای TIGR∗، یک گروه اسلووان ضد فاشیست، توطئه ای جهت ترور موسولینی در کبارید در ۱۹۳۸ ریختند اما تلاش آنان ناموفق بود. در دهه ۱۹۳۰، عقیده‌های جمعیت شناسانه موسولینی وی را بدین نتیجه رساندند که بریتانیا و فرانسه بالاخره به انتهای دوران اقتدارشان رسیده‌اند و این آلمان و ایتالیا هستند که مقدر به حکومت بر اروپا می‌باشند؛ آن هم تنها به خاطر برتری جمعیتی شان. موسولینی این عقیده خود را ابراز داشت که نزول نرخ رشد جمعیتی فرانسه واقعه ای «مطلقاً مخوف» است و اینکه امپراتوری بریتانیا محکوم به مرگ است زیرا یک_چهارم جمعیت آن بالای ۵۰ سال سن دارند. برای همین باور داشت که اتحاد با آلمان مرجح تر است تا اتحاد با بریتانیا و فرانسه زیرا اتحاد با [ملتی] قوی بهتر از اتحاد با [ملتی] ضعیف است. موسولینی روابط بین‌الملل را به مثابهٔ یک ستیزش سوسیال داروینیستی میان ملت‌های «قوی و مَرد وار» با نرخ بالای زاد و ولد که سرنوشت محتومشان مغلوب نمودن ملت‌های «ضعیف و زن وار» با نرخ پایین زاد و ولد است، می‌دید. موسولینی عقیده داشت که فرانسه ملتی «ضعیف و مسن» می‌باشد زیرا نرخ مرگ هفتگی با رقم ۲٬۰۰۰ بر نرخ تولد پیشی گرفته‌است و برای همین وی علاقه ای به فرانسه به عنوان یک متحد نداشت. نهایتِ عقیده دوچه این بود که تقدیر ایتالیا بر این است که به خاطر نرخ بالای تولد خود بر حوضه مدیترانه تسلط یابد؛ اما وی بیشترِ دشواری‌های طراحی و تدارکاتی که جنگ با قدرت‌های غربی می‌طلبید را نادیده گرفته بود. دو علت موسولینی را از اتحاد کامل با آلمان بازداشتند؛ اول اینکه وی از ضعف اقتصادی و نظامی کشور خود آگاه بود، یعنی وی زمان بیشتری برای تجدید سلاح نیاز داشت، و علت دیگر تمایل وی به سود بردن از «توافقات عید پاک» (منعقده در آوریل ۱۹۳۸ که هدف بریتانیا از انعقاد آن، جلوگیری از اتحاد ایتالیا با آلمان بود) به عنوان راهی برای ایجاد شکاف در اتحاد بریتانیا و فرانسه بود. یک اتحاد نظامی با آلمان برخلاف اتحاد سیاسیِ سستِ پیمان ضد کمینترن (که فاقد جنبه‌های نظامی بود) سبب می‌شد هرگونه شانس بهره‌گیری بریتانیا از «توافقات عید پاک» از بین برود. برای موسولینی «توافقات عید پاک» وسیله ای برای بهبود روابط انگلیس_ایتالیا بودند تا فرانسه منزوی نگه داشته شود و انگلستان در صورت جنگ فرانسه_ایتالیا بی‌طرف بماند (موسولینی طرح‌هایی امپریالیستی در تونس_متعلق به فرانسه_ داشت و نیز از قدری حمایت در آنجا برخوردار بود) در مقابل، هدف بریتانیا از «توافقات عید پاک» دور نگه داشتن ایتالیا از آلمان بود. کنت گالئاتسو چیانو داماد و وزیر خارجه موسولینی، اهداف سیاست خارجی دیکتاتورش در مورد فرانسه را در دفترچه خاطراتش به تاریخ ۸ نوامبر ۱۹۳۸ چنین خلاصه کرده‌است: جیبوتی باید تحت اداره مشترک ایتالیا و فرانسه قرار گیرد؛ تونس نیز با رژیمی کم و بیش مشابه؛ جزیره کرس که ایتالیایی بوده و هیچگاه فرانسویزه نشده بود باید تحت کنترل مستقیم ما قرار گیرد، رود ور نیز مرز ایتالیا و فرانسه باشد". رهبر ایتالیا ادعا کرد که علاقه ای به ساوی که از لحاظ تاریخی و جغرافیایی ایتالیایی نبوده‌است، ندارد. در ۳۰ نوامبر ۱۹۳۸، موسولینی سفیر فرانسه آندره فرانسوآ پونسه را دعوت کرد تا در مراسم گشایش خانه نمایندگان ایتالیا حاضر شود، جایی که نمایندگانِ متجمع پس از اشاره موسولینی با فریادهای بلند "ایتالیا باید تونس، نیس، کرس، ساوی را به خود منضم سازد!" به فرانسه اعتراض نمودند و سپس با حمل پلاکاردهایی که از فرانسه می‌خواست تونس، ساوی و کرس را به ایتالیا واگذارد، در خیابان‌ها راه‌پیمایی نمودند. نخست‌وزیر فرانسه دالادیه فوراً تقاضاهای ایتالیایی‌ها برای واگذاری قلمرو را رد نمود و اکثر زمستان ۳۹_۱۹۳۸ فرانسه و ایتالیا در شرف جنگ بودند. در ژانویه ۱۹۳۹ نخست‌وزیر بریتانیا نویل چمبرلین از رم دیدن کرد، در طول ملاقات موسولینی با وی، دیکتاتور فاشیست پی برد که هرچند بریتانیا بسیار مشتاق روابط بهتری با ایتالیا است و حاضر است امتیازاتی بدین جهت به ایتالیا واگذار نماید، تمامی پیوندهای خود با فرانسه را صرفاً به خاطر روابط بهبود یافتهٔ ایتالیا_انگلیس قطع نمی‌کند. برای همین بود که موسولینی بیش از پیش فریفتهٔ پیشنهاد اتحاد نظامی آلمان گردید، اتحادی که اولین مرحله اش در مه ۱۹۳۸ به‌وجود آمده بود. در فوریه ۱۹۳۹ موسولینی پیش از شروع جلسه شورایعالی فاشیسم ایراد سخنرانی نمود و ابراز داشت که به عقیده اش قدرت یک کشور «به تناسب جایگاه دریایی اش است» و اینکه ایتالیا «به مثابه یک اسیر در مدیترانه است و هرچه بیشتر قدرتمند و پرجمعیت می‌گردد، بیشتر از اسارتش رنج می‌برد. محدودیت‌هایی که این اسارت را به وجود آورده‌اند شامل کرس، تونس، مالت، قبرس بوده و زندانبانان این اسیر نیز جبل طارق و سوئز می‌باشند». این روندِ تازه البته بدون منتقد نبود. در ۲۱ مارس ۱۹۳۹ در طول جلسهٔ شورایعالی فاشیسم، ایتالو بالبو "لیس زدن چکمه‌های هیتلر" توسط موسولینی را محکوم نمود، و سیاست خارجی ژرمن گرای دوچه اش را مورد انتقاد قرار داد چراکه ایتالیا را به سوی فاجعه سوق می‌داد و اظهار داشت "درها به سوی بریتانیاً هنوز گشوده‌است و اتحاد با آلمان برای ایتالیا اجتناب ناپذیر نیست. هرچند یک عضو شورایعالی حزب مانند بالبو خواستار روابط نزدیک با برلین نبود اما تسلط موسولینی بر دستگاه سیاست خارجی بدین معنا بود که چنین مخالفت‌هایی ناچیز انگاشته شدند. موسولینی نقش رهبری در حزب فاشیست را داشت اما وی کاملاً بر آن مسلط نگردید چرا که حمله بالبو به وی با عنوان "لیس زدن چکمه‌های هیتلر" و درخواست وی مبنی بر اینکه "سازش با بریتانیاً در جلسه شورایعالی فاشیسم بررسی شود، به علاوهٔ آنچه تاریخ‌نگار یونانی به نام ارسطو کالیس آنرا "واکنش نسبتاً محدود موسولینی " نامیده، همگی نشان می‌دادند که حزب نازی اصولاً شباهتی با شورایعالی فاشیسم نداشت و تصور ناپذیر بود که یکی از فرمانداران هیتلر چنان‌که بالبو موسولینی را با انتقاد خود کوبید، از پیشوایش انتقاد کند. در آوریل ۱۹۳۹ موسولینی دستور تجاوز به آلبانی را داد. ایتالیا ظرف تنها پنج روز آلبانی را تصرف نمود و پادشاه زوگ را وادار به فرار کرد تا یک دوره اشغال آلبانی توسط ایتالیا آغاز گردد. تا مه ۱۹۳۹ اتحاد محور کاملاً رسمی نشده بود اما در طول این ماه پیمان فولاد توسط وزرای خارجه آلمان و ایتالیا امضاء گردید که "دوستی و اتحاد" بین دو کشور نامبرده را شکل می‌داد. معاهده فولاد یک اتحاد نظامی تهاجمی و دفاعی بود؛ هر چند رهبر ایتالیا تنها پس آنکه از آلمان‌ها قول گرفت که در طول سه سال آینده هیچ جنگی رخ نمی‌دهد، راضی به امضای معاهده گردید. پادشاه ایتالیا وی؛ تور امانوئل سوم مراقب و نگران این قرارداد بود زیرا وی متحدین سنتی تر ایتالیا همانند فرانسه را ترجیح می‌داد (فرانسه و انگلستان در جنگ اول جهانی در کنار ایتالیا علیه دول مرکزی از جمله آلمان جنگیده بودند) و نسبت به رنگ و بوی یک اتحاد نظامی تهاجمی در هراس بود، چیزی که عملاً بدین معنا بود که هرگونه اختیار جنگ و صلح را به دستان هیتلر سپرده‌اند. هیتلر قصد یورش به لهستان را داشت، هر چند چیانو هشدار داد که این کار سبب جنگ با متفقین می‌گردد. هیتلر نظر چیانو را نادیده انگاشت، در عوض پیش‌بینی نمود که بریتانیا و سایر کشورهای غربی خود را از معرکه عقب خواهند کشید و پیشنهاد کرد که ایتالیا بایستی به یوگسلاوی یورش ببرد. این پیشنهاد موسولینی را می‌فریفت اما در این دوره آغاز یک جنگ جهانی فاجعه ای برای ایتالیا می‌بود چرا که وضعیت جنگ‌افزارهایش از زمان تأسیس امپراتوری ایتالیا تا به حال ناکافی بود. از آن مهمتر پادشاه خواستار بی‌طرفی در اختلاف آلمان و لهستان بود. بدین سان وقتی جنگ دوم جهانی در ۱ سپتامبر ۱۹۳۹ با حمله آلمان به لهستان جرقه خورد و سبب واکنش اعلان جنگ بریتانیا و فرانسه به آلمان شد، ایتالیا در جنگ درگیر نشد. به هر حال وقتی آلمان‌ها ۱۸۳ پروفسور دانشگاه یاگیلونیا در کراکوف را در ۶ سپتامبر ۱۹۳۹ بازداشت کردند موسولینی شخصاً میانجیگری کرد، اقدامی که سبب آزادی ۱۰۱ نفر آز آنان گردید. با شروع جنگ دوم جهانی، چیانو با وزیر خارجه بریتانیا ادوارد وود مکالمه تلفنی محرمانه ای داشت. بریتانیایی‌ها توقع داشتند ایتالیا همانند جنگ اول جهانی در کنار متفقین علیه آلمان بجنگد. اما حکومت جمهوری فرانسه بیشتر مایل به جهت‌گیری بر ضد ایتالیا بود به‌طور ی که مشتاق حمله به [مستعمرات] ایتالیا در لیبی بودند. در سپتامبر ۱۹۳۹ فرانسه موضع خود را کاملاً عوض نمود و پیشنهاد کرد راجع به اختلافاتش با ایتالیا به مذاکره بنشینند اما چون فرانسویان نسبت به مذاکره در باب کرس، نیس و ساوی بی میل بودند، موسولینی پاسخی به این پیشنهاد نداد. کفیل تدارکات جنگی موسولینی، ژنرال کارلو فاواگروسا، تخمین زده بود که ایتالیا تا ۱۹۴۲ به‌دلیل ضعف بخش صنعتی اش نسبت به قدرت‌های غربی، برای عملیات جنگی گسترده‌ای آماده نخواهد بود. در پایان سپتامبر ۱۹۳۹ آدولف هیتلر اطهار داشت: «تا زمانی که دوچه در قید حیات است، می‌توان مطمئن بود که ایتالیا از هر فرصتی برای دستیابی به اهداف امپریالیستی اش بهره خواهد برد». با اطمینان از اینکه جنگ به زودی فروکش می‌کند و نیز چشم‌انداز پیروزی آلمان، موسولینی تصمیم گرفت در کنار نیروهای محور وارد جنگ گردد؛ بنابراین ایتالیا در ۱۰ ژوئن به فرانسه و بریتانیا اعلان جنگ داد. رهبر ایتالیا به جنگ با بریتانیا و فرانسه به مثابه یک نبرد مرگ_زندگی بین ایدئولوژی‌های متضاد می‌نگریست یعنی فاشیسم و «دموکراسی‌های پول سالار و مرتجع غربی» و جنگ را با عبارات: «کشمکش بین مردمی جوان و سرزنده با مردمان عقیمی که در حال غروب بودند؛ نبردی بین دو کشور و دو ایدئولوژی» و نیز «توسعهٔ منطقی انقلاب ما» توصیف نمود. ایتالیایی‌ها در نبرد فرانسه به آلمان پیوستند و در خط کوهستانی سنگربندی شده در مرزشان با فرانسه (موسوم به خط ماژینوی کوچک) به نبرد پرداختند. تنها یازده روز بعد فرانسه و آلمان آتش‌بس را امضاء نمودند که مفاد آن در برگیرنده کنترل ایتالیا بر اکثریت نیس و سایر مناطق جنوب شرقی نیز بود. سومالی‌لند که مستعمره بریتانیا بود به اشغال درآمده و در سوم اوت ۱۹۴۰ بخشی از آفریقای شرقی ایتالیا گردید و ایتالیا در سودان و کنیا نیز پیشرفت‌هایی داشت. در سپتامبر ۱۹۴۰ ارتش دهم ایتالیا تحت رهبری ژنرال رودولفو گراتسیانی از لیبی (مستعمره ایتالیا) گذشته و وارد مصر گردید، جایی که نیروهای انگلیسی مستقر بودند تا نبرد صحرای غربی شکل بگیرد. پیشرفت‌ها موفقیت‌آمیز بودند اما ایتالیایی‌ها در سیدی برانی به خاطر [مشکلات] لجستیکی توقف نمودند تا مجدداً مجهز و تازه‌نفس شوند. در ۲۴ اکتبر ۱۹۴۰ موسولینی نیروی هوایی ایتالیا را به بلژیک فرستاد، جایی که تا ژانویه ۱۹۴۱ در بلیتس شرکت داشت.

### انحطاط و فروپاشی «۱۹۴۶–۱۹۴۰»
در اکتبر ۱۹۴۰، موسولینی همچنین نیروهای ایتالیایی را به یونان فرستاد تا جنگ یونانی_ایتالیایی شکل بگیرد. پس از موفقیت‌های مقدماتی نتیجه ای عکس به دست آمد به نحوی که ضدحملات یونان بی وقفگی خود را نشان دادند و منتج به از دست رفتن کنترل ایتالیا بر یک چهارم آلبانی شدند. در بدو ۱۹۴۱ وقتی عملیات قطب‌نما ایتالیایی‌ها را وادار به عقب‌نشینی به لیبی نمود، اوضاع در آفریقا دگرگون گردید تا ارتش ایتالیا متحمل تلفاتی عظیم گردد. همچنین در عملیات آفریقای شرقی حمله ای علیه نیروهای ایتالیایی انجام گرفت. به رغم مقاومت آنان، در نبرد کِرِن شکست خوردند و خطوط دفاعی ایتالیایی‌ها پس از شکست نهایی در نبرد گوندار شروع به فروپاشی نمود. با نزدیک بودن خطرِ از دست رفتن تمامی تملکات ایتالیا در آفریقای شمالی، آلمان سرانجام نیرویی موسوم به سپاه آفریقا به جهت پشتیبانی ایتالیا فرستاد. در همین حال، عملیات ماریتا در یوگسلاوی انجام گرفت تا به جنگ ایتالیا و یونان خاتمه دهد؛ نتیجه اش پیروزی نیروهای محور و اشغال یونان به دست آلمان و ایتالیا بود.[نیازمند منبع] ژنرال ماریو روبوتی فرمانده لشکر یازدهم ایتالیا در اسلوونی و کرواسی، با فرمانی که از جانب موسولینی دریافت کرد، دستور زیر را در ژوئن ۱۹۴۲ صادر کرد: «مخالفتی وجود نخواهد داشت اگر من تمامی اسلوونیایی‌ها را اسیر و با ایتالیایی‌ها جایگزین سازم. به عبارتی دیگر، ما بایستی اطمینان یابیم که مرزهای سیاسی و قومی یکی شوند». موسولینی تنها زمانی از عملیات بارباروسا اطلاع یافت که یورش آلمان به شوروی در ۲۲ ژوئن ۱۹۴۱ انجام پذیرفت، وی از سوی هیتلر در این باره مورد مشورت و طلب یاری قرار نگرفته بود. موسولینی شخصاً دستور داد یک ارتش ایتالیایی به جبهه شرقی اعزام گردد، جایی که امید داشت ایتالیا می‌تواند پیروزی ساده ای به‌دست آورده و فروغ رژیم فاشیستی را که بر اثر شکست‌ها در یونان و شمال آفریقا خدشه دار شده بود بازگرداند. در ۲۵ ژوئن ۱۹۴۱، وی از اولین واحد در ورونا که قرار بود به روسیه اعزام شود، بازدید نمود. موسولینی در ۵ ژوئیه به شورای وزیران گفت تنها نگرانی اش این است که آلمان ممکن است اتحاد شوروی را پیش از رسیدن نیروهای ایتالیایی شکست دهد. در نشستی با هیتلر در ماه اوت، وی پیشنهاد مشارکت هر چه بیشتر ایتالیایی‌ها در نبرد با شوروی را کرد و هیتلر نیز پذیرفت. شکست‌های کمرشکنی که نیروهای ایتالیایی در جبهه شرقی متحمل گردیدند_جایی که خدمت در آنجا بس نامحبوب بود زیرا عقیده رایج بر این بود که این جنگ به ایتالیایی‌ها تعلق ندارد_ به شدت اعتبار و پرستیژ وی را در نزد مردم ایتالیا مخدوش ساختند. پس از حمله ژاپن به پرل هاربر وی در ۱۱ دسامبر ۱۹۴۱ به ایالات متحده اعلان جنگ داد. قطعه زیر که از یادداشت‌های روزانه چیانو است، واکنش موسولینی در برابر حمله به پرل هاربور را نشان می‌دهد:
یک تلفن شبانه از سوی ریبنتروپ دریافت شد. وی در مورد حمله ژاپن به آمریکا ذوق زده شده بود. وی بسیار در این مورد شادمان بود و من نیز همین‌طور؛ هر چند من در مورد مزایای نهایی که این حادثه می‌تواند در پی داشته باشد چندان مطمئن نیستم. یک چیز قطعی است و آن اینکه ایالات متحده وارد جنگ خواهد شد و نیز اینکه جنگ به قدری طولانی خواهد بود که وی (آمریکا) قادر به درک تمامی نیروهای بالقوه اش باشد. همین صبح من به پادشاه که در این باره از من استعلام کرده بود این‌ها را گفتم. ایشان با اقرار به اینکه در دراز مدت ثابت می‌شود حق با من بوده، سخنشان را به پایان بردند. موسولینی نیز شادمان بود. برای مدت‌ها وی خواستار شفاف سازی روابط بین نیروهای محور و ایالات متحده بود.

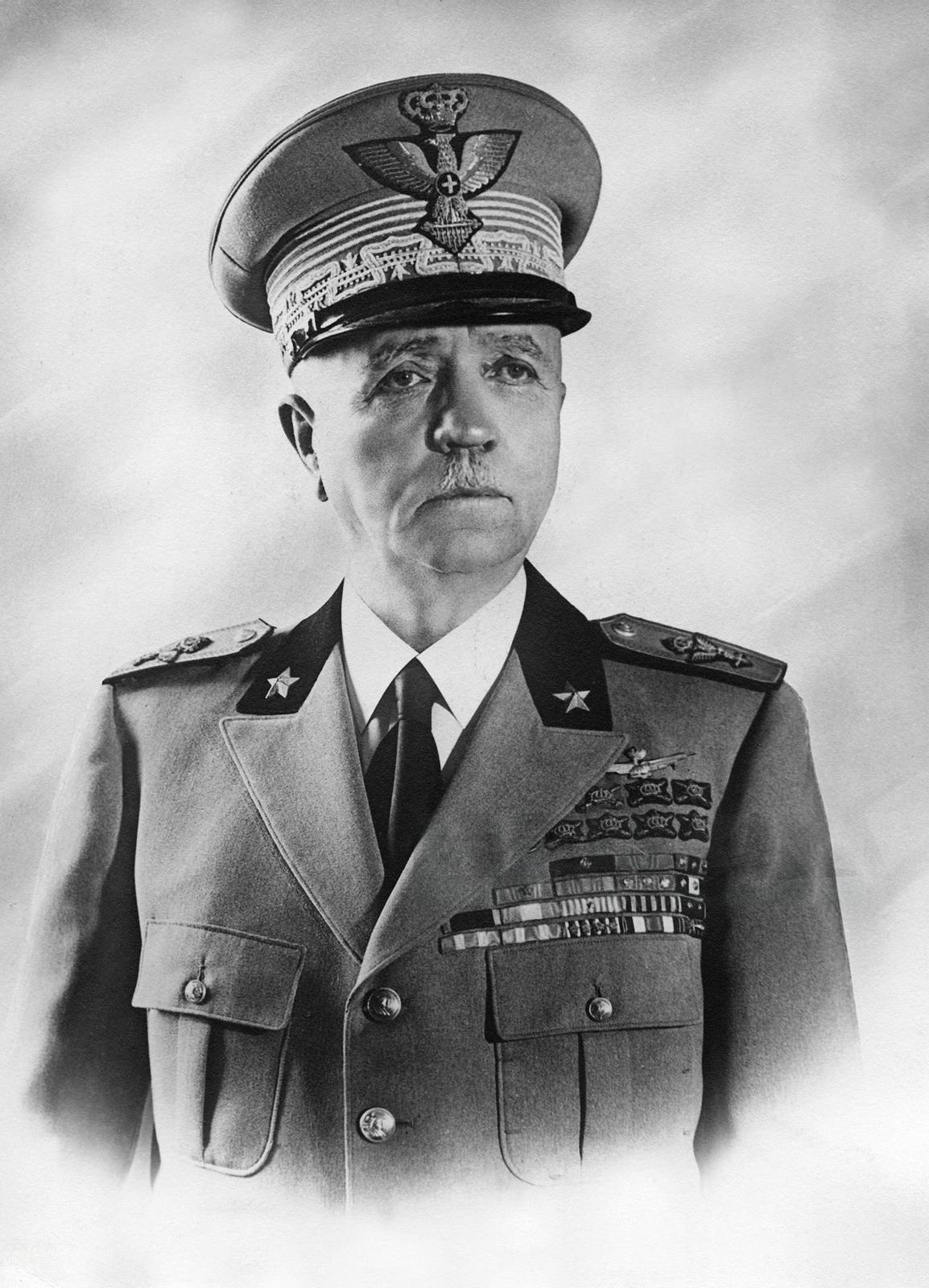
پیترو بادولیو، نخست‌وزیر ایتالیا و به عنوان جانشین بنیتو موسولینی

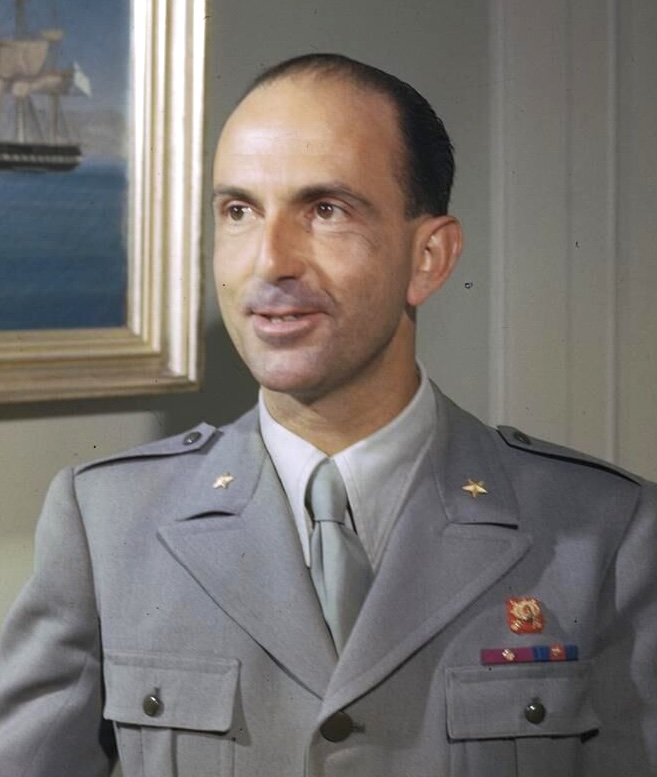
اومبرتو دوم، واپسین شاه ایتالیا در سال ۱۹۴۴، ۲ سال پیش از شاه شدن

در ابتدای ۱۹۴۲ وضعیت نظامی ایتالیا نا پایدار بود. پس از شکست نبرد دوم العلمین در پایان ۱۹۴۲، وادار به عقب‌نشینی به جایی شدند که در ابتدای ۱۹۴۳ سرانجام به شکست آنان در نبرد تونس منجر گردید. این اتفاق را باید «پایان امپراتوری ایتالیا» دانست. ایتالیا همچنین از عقب‌نشینی‌های بزرگ در جبهه شرق در رنج بود. تهاجم متفقین به سیسیل جنگ را درست به درِ خانهٔ ملت کشاند. وضعیت داخله ایتالیا نیز در اوضاع و احوال بدی بود به‌طوری که بمباران متفقین نیز بدانان صدماتی وارد می‌کرد. کارخانه‌ها در سراسر ایتالیا تقریباً به حالت انفعال رفته بودند زیرا از لحاظ مواد خامی مانند ذغال سنگ و نفت دچار کمبود بودند. افزون بر آن، کمبود گرانبار مواد غذایی نیز بر دوش ملت سنگینی می‌کرد و غذایی هم که در دسترس بود به قیمت‌های مصادره ای به فروش می‌رفت. ماشین تبلیغاتی موسولینی که سابقاً همه جاگیر و شایع بود، اکنون دیگر تسلط خود بر مردم را از دست داده بود؛ شمار زیادی از مردم به رادیوی واتیکان و رادیو لندن یورش برده تا اخبار صحیح تری پوشش بدهند. نارضایتی زمانی به اوج خود رسید که در مارس ۱۹۴۳ موجی از اعتصابات کارگری در شمال (بخش صنعتی کشور) رخ دادند که اولین اعتصابات بزرگ_مقیاسی بودند که از ۱۹۲۵ تاکنون به وقوع پیوستند. همچنین در مارس، برخی از کارخانه‌های بزرگ در میلان و تورین به جهت تأمین هزینهٔ تخلیه برای خانواده‌های کارگران، دست از تولید محصول کشیدند. حضور آلمان در ایتالیا قویاً عقیده‌های مردم را بر ضد موسولینی برانگیخته بود؛ برای مثال زمانی که متفقین به سیسیل تجاوز کردند، اکثریت توده‌های آنجا به آنان به عنوان [نیروهای] آزادی‌بخش خوش آمد گفتند. پیش از آوریل ۱۹۴۳، موسولینی به هیتلر التماس کرد که با استالین جداگانه صلح کرده و نیروهای آلمانی را به غرب ارسال دارَد تا در برابر حمله احتمالی متفقین به ایتالیا مقاومت کنند. موسولینی می‌ترسید که با شکست‌هایی که در تونس و شمال آفریقا متحمل شده بود، منطقاً هدف بعدی ارتش‌های ژنرال آیزنهاور گذر از مدیترانه و حمله به ایتالیا باشد. ظرف پنج روزی که ارتش‌های متفقین در سیسیل در ژوئیه ۱۹۴۳ پیاده می‌شدند، آشکار بود که ارتش موسولینی در شرف فروپاشی است. این واقعه سبب گردید هیتلر وی را در ۱۹ ژوئیه ۱۹۴۳ به جلسه ای در فلتره فراخوانَد. در این زمان، موسولینی از اینکه دیگر نمی‌تواند در مقابل تکبر و غرور هیتلر بایستد، بسی پریشان بود. احوال وی رو به وخامت گرائید وقتی در همان روز متفقین رم را بمباران نمودند_اولین باری که شهر هدف بمباران دشمن قرار گرفت. در این هنگامه آشکار بود که جنگ را باخته‌اند اما موسولینی نمی‌توانست راهی برای خلاص گرداندن خود از اتحاد با آلمان بیابد. برای همین، برخی اعضای برجسته حکومت موسولینی علیه وی جبهه گرفتند که در میان آنان دینو گراندی و دامادش چیانو وجود داشتند(بالبو در ۱۹۴۰ در لیبی کشته شد). بسیاری از همکاران وی نیز در آستانه شوریدن بودند و موسولینی وادار شد شورایعالی فاشیسم را در ۲۴ ژوئیه ۱۹۴۳ به تشکیل جلسه فراخوانَد. از زمان آغاز جنگ این نخستین باری بود که جلسه شورایعالی تشکیل می‌شد. وقتی وی اعلام داشت که آلمان‌ها در فکر تخلیه جنوب هستند، گراندی حمله ای تند به وی کرد. گراندی پیشنهاد نمود که پادشاه از قدرت تماماً مشروطه اش استفاده کند؛ پیشنهادی که در عمل به معنای دادن رأی عدم اعتماد به موسولینی بود. این پیشنهاد با اختلاف ۱۹ به ۸ پذیرفته شد. موسولینی واکنش چندان واضحی نداد هر چند که این مصوبه به پادشاه اقتدار قانونی برای عزل وی داد. وی از گراندی خواست که احتمال به پایان رسیدن دوران فاشیسم با این مصوبه اش را هم در نظر بگیرد. به رغم سخنان نیش دار گراندی، موسولینی روز بعد طبق معمول به سرکارش رفت. وی به شورایعالی فاشیسم تنها به مثابهٔ یک بازوی مشورتی می‌نگریست و فکر نمی‌کرد که مصوبه دیروز تأثیر عملی داشته باشد. عصر آن روز، وی توسط پادشاه به کاخ سلطنتی فراخوانده شد، کسی که از قبل قصد داشت موسولینی را معزول کند. وقتی موسولینی کوشید نسبت به جلسه [دیروز] برای پادشاه توضیح دهد، پادشاه سخن وی را قطع کرد و او را رسماً معزول داشته و مارشال پیترو بادولیو را به جای وی گماشت. پس از اینکه موسولینی کاخ را ترک کرد، به فرمان پادشاه از سوی کارابینیری دستگیر شد. در این زمان، نارضایتی از دوچه به حدی شدید بود که وقتی اخبار مربوط به عزل وی اعلام شدند، هیچ گونه مخالفتی وجود نداشت و مردم به شادی پرداختند زیرا می‌پنداشتند که پایان کار موسولینی به معنای پایان جنگ است. در تلاشی برای اختفای مکان وی از آلمان‌ها، موسولینی ابتدا جابه‌جا شده و سپس در کَمپو ایمپراتوره زندانی گردید؛ یک کوهستان اتراقی در ابروتزو که وی در آنجا کاملاً منزوی شد. بادولیو تظاهر به وفاداری به آلمان‌ها می‌کرد و اعلام داشت که ایتالیا به جنگ در کنار نیروهای محور ادامه خواهد داد. به هر حال، دو روز پس از تصدی سمت نخست‌وزیری، بادولیو حزب فاشیست را منحل و مذاکرات آتش‌بس با متفقین را شروع نمود که در ۳ سپتامبر ۱۹۴۳ معاهده اش امضاء شد. پنج روز بعد خبر آتش‌بس اعلام شد و ایتالیا را به آشوب و هرج و مرج کشاند؛ نیروهای آلمانی ضمن عملیات آخسه در اشغال رم تعجیل نمودند. به‌دلیل نزدیک شدن آلمان‌ها به رم، بادولیو و پادشاه از رم گریختند و ارتش را بدون فرامینی رها کردند. پس از یک دوره آنارشی، رژیم ایتالیا مستقر در مالت سرانجام در ۱۳ اکتبر ۱۹۴۳ به آلمان نازی اعلان جنگ داد؛ هزاران سرباز جهت جنگ بر ضد آلمان تجهیز شده بودند در حالی که دیگران از تغییر موضع خودداری کرده و به آلمان‌ها پیوستند. حکومت بادولیو به خاطر ایتالیا و با هدف آزاد سازی سرزمین‌های اشغالی آلمان نازی، به تفاهم سیاسی موقتی با پارتیزان‌های کمونیست رسید و دست از جنگ با آنان کشید تا در جنگ با آلمان به وی کمک کنند. دقیقاً مانند ژاپن و آلمان، عواقب جنگ جهانی دوم، ایتالیا را با اقتصادی تخریب، جامعه تقسیم شده و عصبانیت از سلطنت به دلیل تأیید رژیم فاشیستی در ۲۰ سال گذشته ترک کرد. حتی قبل از ظهور فاشیستها، حکومت سلطنتی بسیار ضعیف عمل می‌کرد، با جامعه ای که بین شمال ثروتمند و جنوب فقیر تقسیم شده بود. جنگ جهانی اول منجر به این شد که ایتالیا دستاوردهای کمی داشته باشد؛ پس به ظهور فاشیسم دامن زده شد. این ناامیدی‌ها باعث احیای جنبش جمهوریخواهان ایتالیا شد. در بهار سال ۱۹۴۴، واضح بود که ویکتور امانوئل از حمایت قبلی خود از موسولینی برای انجام هرگونه نقشی بیش از حد لکه دار بود. سرانجام وی استعفا داد و اختیارات خود را به اومبرتوی دوم منتقل کرد. ویکتور امانوئل سوم به‌طور اسمی تا زمان اندکی قبل از همه‌پرسی در سال ۱۹۴۶ در مورد ابقا یا الغای سلطنت به عنوان شاه باقی ماند. ویکتور امانوئل سوم طولانی‌ترین مدت حکومت در ایتالیا را از سال ۱۹۰۰ تا ۱۹۴۶ داشت؛ ۴۶ سال. در ۹ مه ۱۹۴۶، وی به نفع ولیعهد که پس از آن به عنوان پادشاه اومبرتو دوم یاد شد، از حکومت دست کشید. با این حال در انتخابات ۲ ژوئن ۱۹۴۶، طرف جمهوریخواه ۵۴٪ آرا را به دست آورد و ایتالیا رسماً به جمهوری تبدیل شد. تمام اعضای ذکور دودمان ساوی موظف شدند کشور را ترک کنند و دیگر هرگز بازنگردند.

## پرچم

پرچم پادشاهی ایتالیا «امپراتوری ایتالیا از سال ۱۹۳۵» در مستعمرات

پرچم پادشاهی ایتالیا «امپراتوری ایتالیا از سال ۱۹۳۵» در سرزمین اصلی